# 下船場
下船場（しもせんば）は、大阪府大阪市西区北東部の地域名称。船場の西隣、淀川水系の川下に位置する。西船場（にしせんば）とも呼ばれるが、西船場は当初土佐座（土佐堀浜）の別称だったこともあり、下船場が正式名称である。

## 概要（範囲）
東を西横堀川、南を長堀川、西を木津川および百間堀川、北を土佐堀川に囲まれ、西横堀川から江戸堀川、京町堀川、阿波堀川、立売堀川が分岐し、阿波堀川から海部堀川、薩摩堀川が分岐していたが、昭和中期に木津川と土佐堀川以外の堀川は埋め立てられた。現在の構造物で言えば、西横堀川跡の阪神高速1号環状線（北行き）以西、長堀川跡の長堀通以北に当たる。
隣接する地域は、東が船場、南が堀江、西が江之子島および木津川を挟んで寺島（松島）、北が土佐堀川を挟んで中之島となる。

## 歴史
下船場の開発は、西横堀川と阿波堀川が開削された1600年（慶長5年）に始まる。北端を南西流する土佐堀川と中央を西流する阿波堀川沿いには、それぞれ土佐国と阿波国の商人居住区が形成され、土佐座、阿波座と呼ばれていた。大坂の陣以降、松平忠明による復興政策が始まると、残る堀川が有力商人たちによって次々に開削された。
西横堀川は材木商永瀬七郎右衛門によって開削され、当初は七郎右衛門堀と呼ばれ、川の東側は七郎右衛門町の名が付いた。永瀬七郎右衛門は大坂三郷北組の惣年寄を代々務めた。西国橋西詰には、鴻池、三井と並んだ両替商加島屋（広岡）久右衛門の店があった。
土佐堀川と江戸堀川付近には諸藩の蔵屋敷が集中するようになり、土佐商人たちは西長堀と呼ばれる長堀川の下流一帯、堀江にまたがる地域に拠点を移した。特に江戸堀5丁目端には大庭屋の七つ蔵があり、名所の数え歌にも見られた。
一心寺二つ井戸
仁徳帝の御代から有りしという三津寺
四ツ橋
南地は五花街住吉の六道の辻
江戸堀の七つ蔵
八軒家
京町堀川の下流一帯には生魚商らが移住し、大坂三大市場の一つである雑喉場魚市場が開かれた。阿波座の西隣では、塩干魚商らが移住して海部堀川沿いが靱の海産物問屋街となり、薩摩堀川沿いは南国の物産を扱う薩摩国の商人居住区が形成された。立売堀川沿いは材木問屋街が広がり、上流側には長堀川との間に新町遊廓が置かれた。
明治以降、堀川を利用した水運は大阪市電や大阪市営バスの登場によって次第に需要が減少した。市電敷設によって、下船場では初めての南北幹線となる現在の四つ橋筋とあみだ池筋が開通している。敗戦後は、大阪大空襲によって大量に出た瓦礫の処分に困った大阪市によって、堀川の順次埋立処分が実行され、1973年（昭和48年）を最後に、人工の堀川は姿を消した。

### 土佐堀

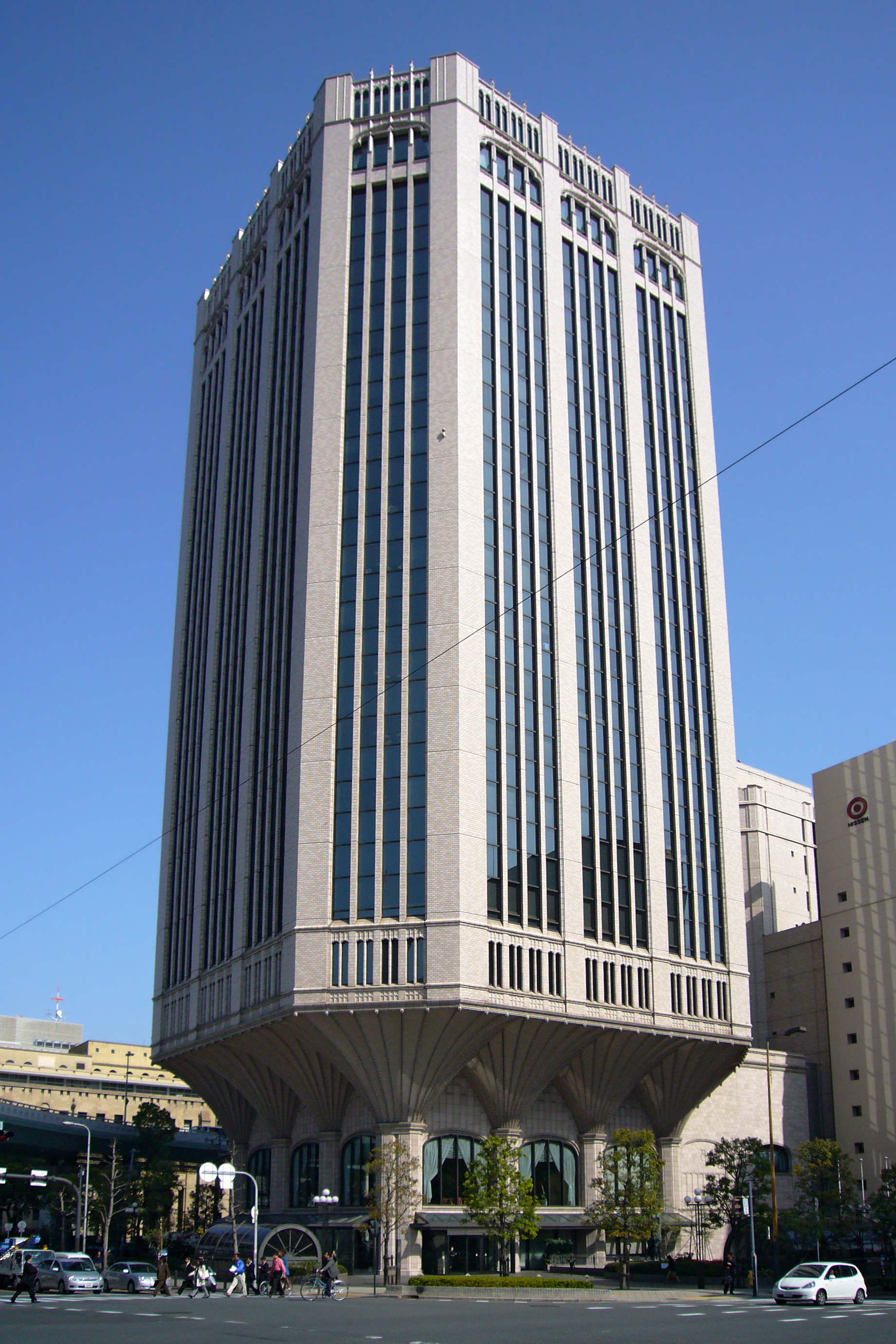
大同生命大阪本社ビル

西区の東北部⼀帯は河川を利⽤した交通の便がよかったため、中之島や堂島と同様に諸藩の蔵屋敷が集中していた。土佐堀川から江戸堀川の間には薩摩藩（⿅児島藩）の蔵屋敷があり、ここには薩摩堀川を開削した薩摩屋仁兵衛が、代々、天満組惣年寄を務めるとともに蔵屋敷に付属し薩摩定問屋として活躍した。
土佐堀の西の端は「渡海場」と呼ばれ、尼崎、兵庫、神戸、明石、高砂等の渡海船の着岸であり、この名称となった。
1875年（明治8年）西道頓堀一丁目の旧⾦沢邸にあった⼤阪上等裁判所（現・大阪高等裁判所）が土佐堀へ移転した。
1878年（明治11年） 土佐堀裏町（現・江戸堀一丁目）に梅花女学校（現・学校法人梅花学園）が設立された。
1925年（大正14年）土佐堀一丁目1番（現・江戸堀一丁目2番1号）に大同生命肥後橋ビル（設計：ヴォーリズ建築事務所）が竣工した。
1931年（昭和6年）土佐堀川可動堰（錦橋）が設置された。
1935年（昭和10年）第一次都市計画事業の一貫として、大川町（現・北浜四丁目）までの土佐堀川沿いは「土佐堀川遊歩道（大川町遊歩道）」として整備された（設計：長谷部鋭吉）。

### 江戸堀

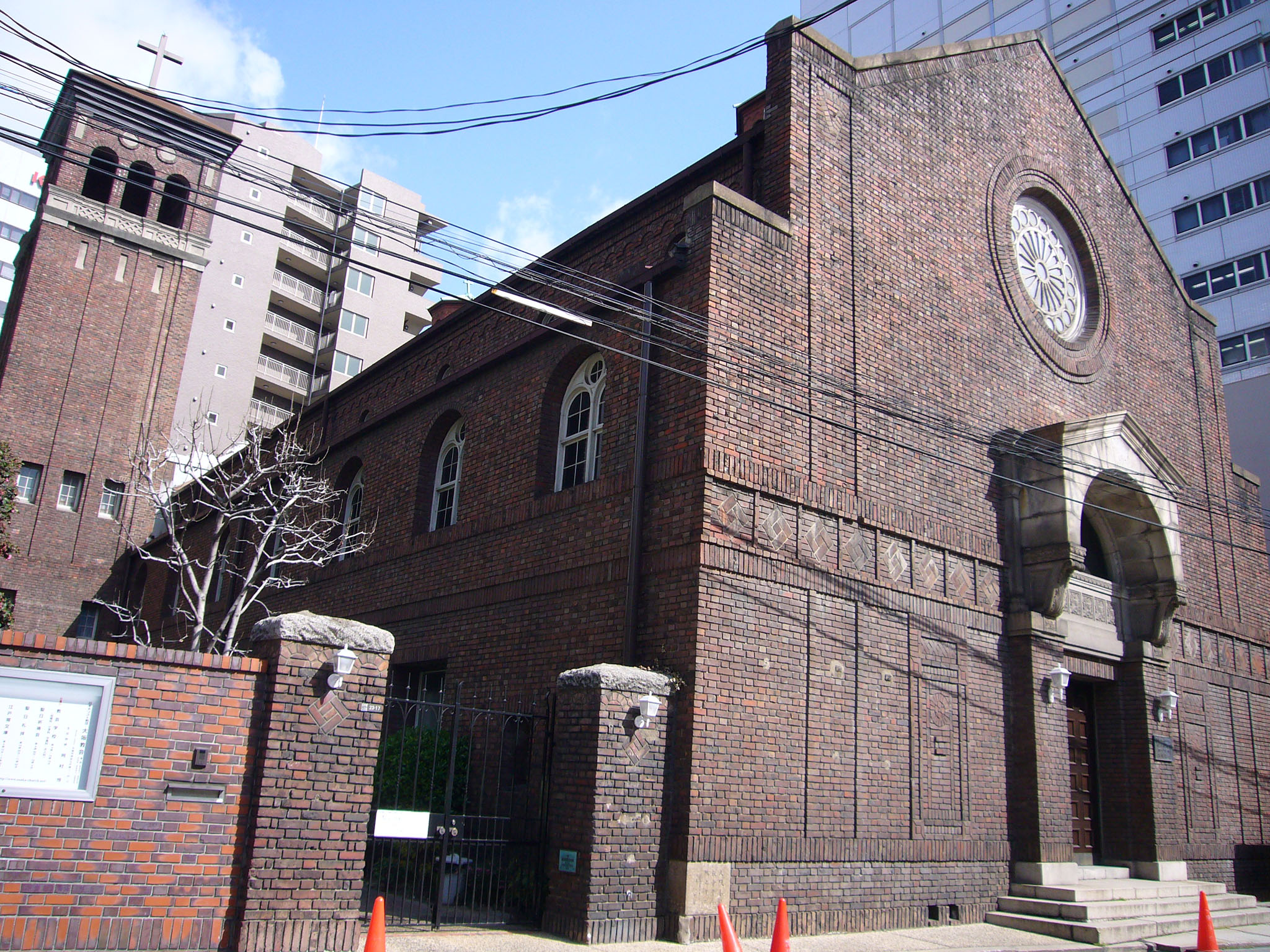
日本基督教団大阪教会

江戸堀北通一丁目の旧江戸堀川添いには頼山陽の生家『春水南軒』があった。混沌詩社に属した頼山陽の父頼春水は江戸堀に私塾青山社を創立し、同じく混沌詩社に属した篠崎三島は安永5年土佐堀白子町（現・江戸堀一丁目）に私塾梅花社を創立した。私塾の名称は庭に植えた緑萼梅にちなんで名付けられた。その後斎藤町（現・江戸堀一丁目）から尼ヶ崎町二丁目（現・今橋四丁目）に移った。また、養子の篠崎小竹は頼山陽と同世代で、頼山陽の詩文集の序文を記している。
江戸堀の倉敷屋作衛⾨の屋敷（現・江戸堀二丁目）には大村益次郎が下宿していた。
1874年（明治7年）西区本田梅本町にあった梅本町公会を前身とする日本基督教団大阪教会が江戸堀一丁目に創立され、1922年（大正11年）には建築家ウィリアム・メレル・ヴォーリズ設計によるロマネスク様式の赤煉瓦造りの教会堂が竣工した。
1886年（明治19年）当時、大阪控訴院長であった児島惟謙らの賛同により、関西⼤学の前⾝である関西法律学校が願宗寺内に創立された。
高麗橋通から江戸堀南通にかけて筋違橋が架かっていた。1617年（元和3年）に架けられた当初は、高麗橋通の西端から真っ直ぐ西へ渡すと江戸堀川に突き当たるので、江戸堀側に南北に橋を架け、その橋の中央に橋を繋げたT字形の橋であった。しかし橋の架け替えの普請料がかかるので、新たに筋違いに斜めに架けられ、名前も「筋違橋」と改め、江戸堀側の橋に橦木橋の名を残した。また、橋の東詰めに『すし萬』あったので、寿司を買いに行く「すしかい橋」でもあった。
大阪市立花乃井中学校（江⼾堀南通四丁目）内には、此花乃井があり名水として知られ、その付近には小説家梶井基次郎が幼少期を過ごした家（土佐堀から転居）があった。
江⼾堀南通四丁目には、1902年（明治35年）京町堀から移転した宮武外骨の滑稽新聞社があった。
江戸堀南通一丁目には高島屋美術部が設置され富岡鉄斎が個展を開いている。
1935年（昭和10年）東江⼩学校（現・ 大阪市立⻄船場⼩学校）創設50周年にあたり、江⼾期以来の先覚者・学者・⽂⼈らを記念して『先賢景仰碑』が建てられた。
1935年（昭和10年）池⽥⾕（久吉）建築事務所による⽊造平屋建ての⾦光教⽟⽔教会会堂が竣工した。その北東には荒光稲荷⼤明神があり、元は摂津国三⽥藩九⿁氏の屋敷神とされ。屋敷の撤去後も社は残り「火防稲荷」として祀られている。
ほか、江戸堀はかつて門松の売場として知られていた。

### 京町堀

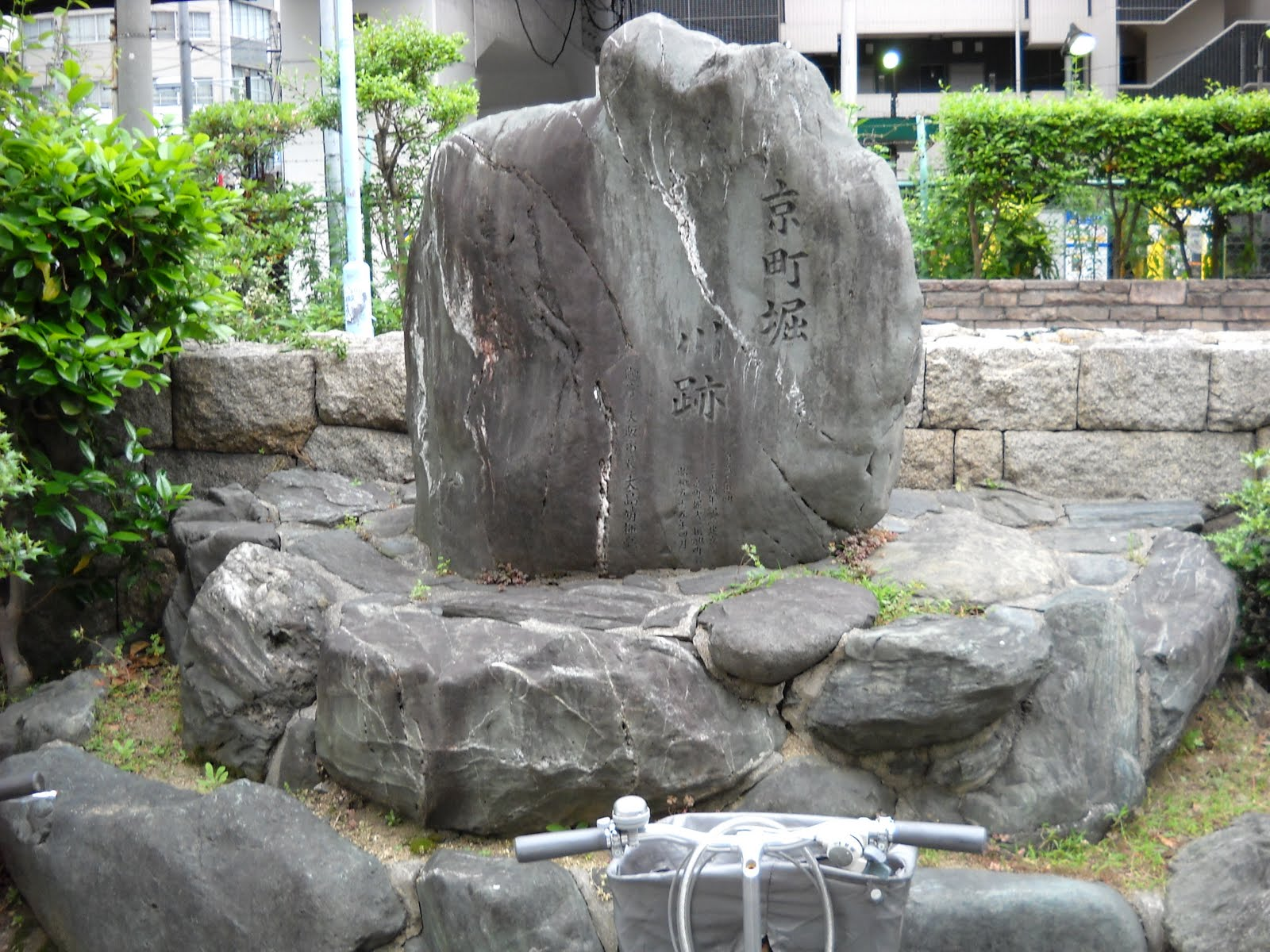
京町堀川跡

元和3年京都伏見から移住してきた町人によって京町堀川が開削され当初は伏見堀と呼ばれた。京町堀には伏見町人らの商家が多く、京町堀川の両岸には各藩の蔵屋敷、船宿などが並んでいた。
雑魚場は江戸堀から京町堀の西部にあり、魚問屋が軒を連ね賑わった。
寛政5年福井町（現・京町堀一丁目）の醤油醸造業和泉屋に『摂津名所図絵大成』『浪華の賑ひ』などの著作を記した戯作者暁鐘成が生まれた。また、坂本町（現・京町堀二丁目）には蘭学者中天游が靱より移転し居を構えていた。

### 靱

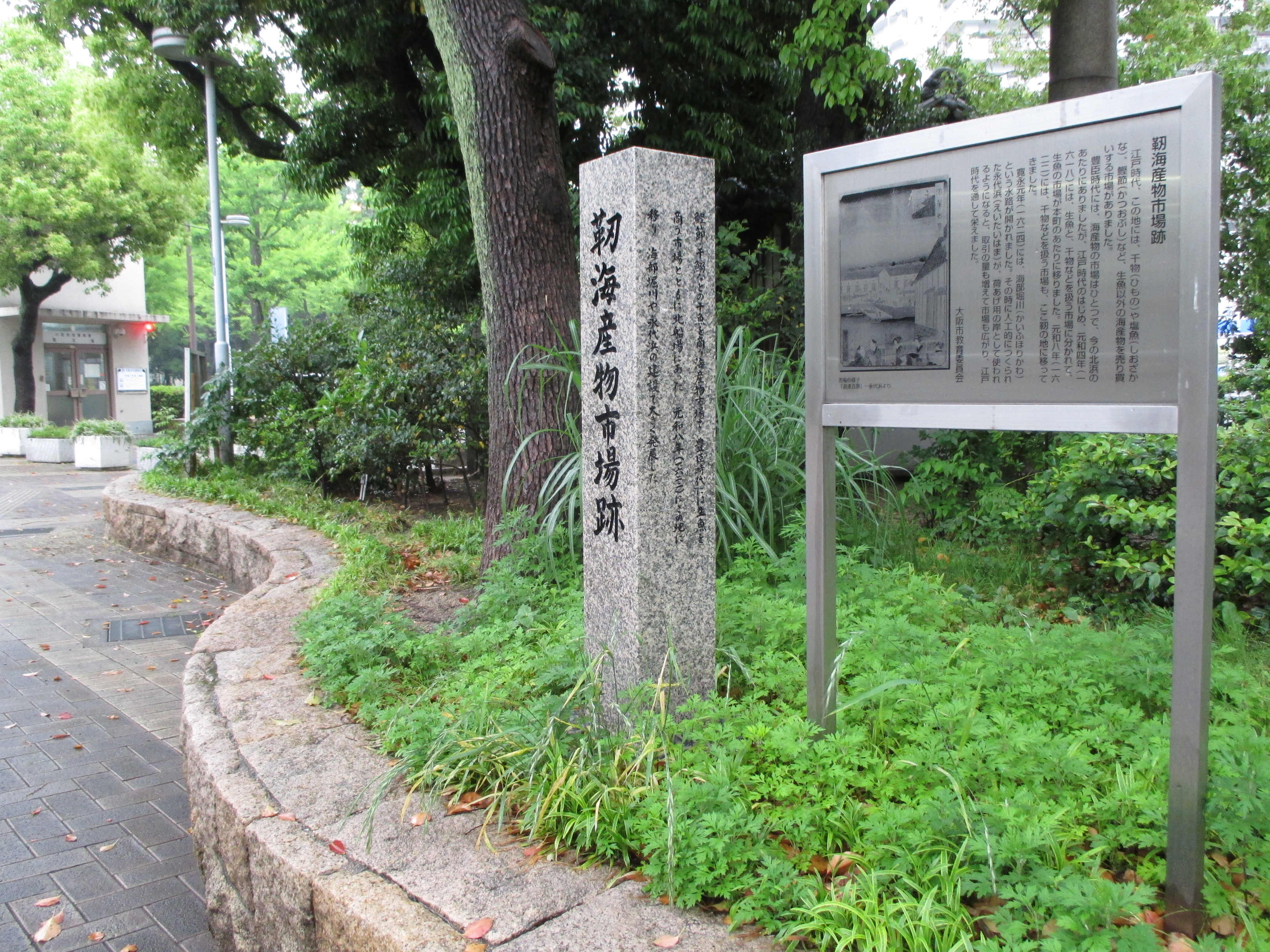
靱海産物市場跡

海部堀にはかつて多くの土蔵があり、地方からの干鰯を納め、市が形成されていた。
海部堀の東、新天満町・新靱町・油掛町（現・靱本町一丁目）の三町の間一帯は、かつて塩魚屋が軒を連ねていた。
阿波座堀敷屋町（現・靱本町3丁目）には「亀祭」といわれる祭りがあった。
靱北通一丁目（現・靱本町一丁目）現在の⼤阪科学技術館の場所に五代友厚の自邸があった。後に大阪市北区中之島の島原藩蔵屋敷跡に移転し、数奇を凝らした庭園を設け、サツキの満開の時には一般に公開されたという。明治36年に日本銀行大阪支店がこの地へ移転した後、庭園一帯は支店長社宅となった。

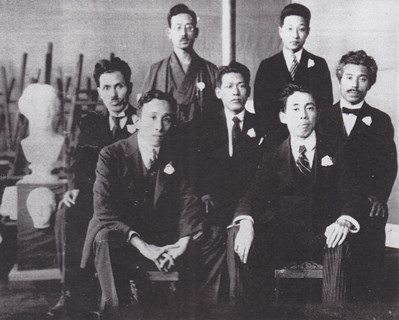
信濃橋洋画研究所開設時の記念撮影
最前列左より：鍋井勝之、小出楢重。中列左より：国枝金三、黒田重太郎。後列右：根津清太郎

1924年（大正13年）大阪出身の洋画家小出楢重・国枝金三・鍋井克之らが中心となり「信濃橋洋画研究所」が開かれた。理論と実技を組み合わせた特色ある教育を行い、多くの専門画家を輩出した。その後、研究所は1931年（昭和6年）中之島に移り「中之島洋画研究所」と改称された。

#### 瀬戸物町

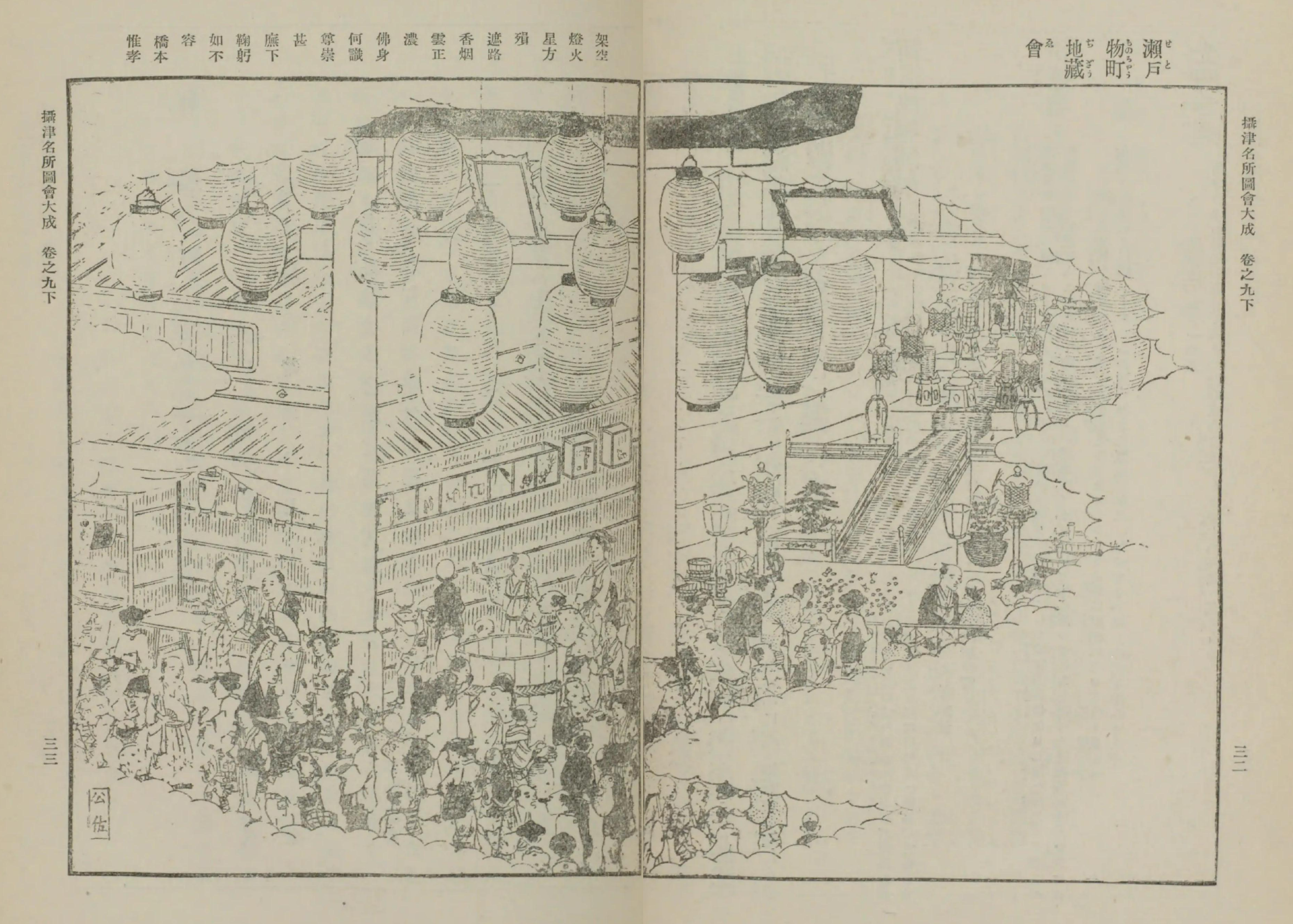
『瀨戸物町地藏會』
（『浪速叢書 攝津名所圖會大成』）

阿波堀橋から東上橋までの間、靱南通り下通り中通り上通り北通りの五ヶ町に渉る浜筋の旧名。延宝8年に町名が付けられた。北は筋違橋西詰樟木橋のたもとから南は新町橋の西詰まで、南北道路の両側に磁器商の店が軒を連ね、戦前まで陶器問屋街としてあった。
大阪の陶器商は、北区西天満の場所にあった鍋島藩の蔵屋敷に出入りして、肥前の伊万里焼を扱い出したことから始まったと言われ、後に尾張・瀬戸のものを扱う商人が増え、力を付けていったという。嘉永2年には西横堀陶器仲買商仲間が結成された。
瀬戸物町には地蔵会があり、靱南通一丁目信濃橋の地に灰喜という石灰屋（山田喜六）があり、この家に地蔵仏の尊像が祀ってあり、同家では毎年7月24日地蔵盆の日に同家南手浜側に小屋掛けをして安置されていた。この地蔵祭に参詣する人々を当て込んで、蔵ざらえの売出しを瀬戸物屋が始めたのが瀬戸物市の始まりであった。或いは延宝年間に鍋島藩の陶器伊万里焼を御国産といって上屋敷へ送って来て扱うようになった頃からともいわれている。陶器の造り物はその余興であった。
明治維新後、一時中止になっていたが、明治6年渡邊昇が大阪府知事となり、大阪の繁栄策として、陶器祭・陶器市の衰退を嘆いて、陶器神社の創建を行い、信濃橋の辺り、地蔵浜（橋のなかった辻の西北角）に神社を建てた。この神社は「火防陶器神社」といわれた。明治40年都市計画の為、この地域は市電南北線の電路に該当する事と、社寺法改正の結果、坐摩神社の境内に合祀された。その後も造り物は毎年なされ戦災後も復活している。なお、靱には瀬戸物の造り物の外に、中通りの東西に長くつづいた通り筋に乾物干魚の造り物があった。

### 阿波堀・阿波座

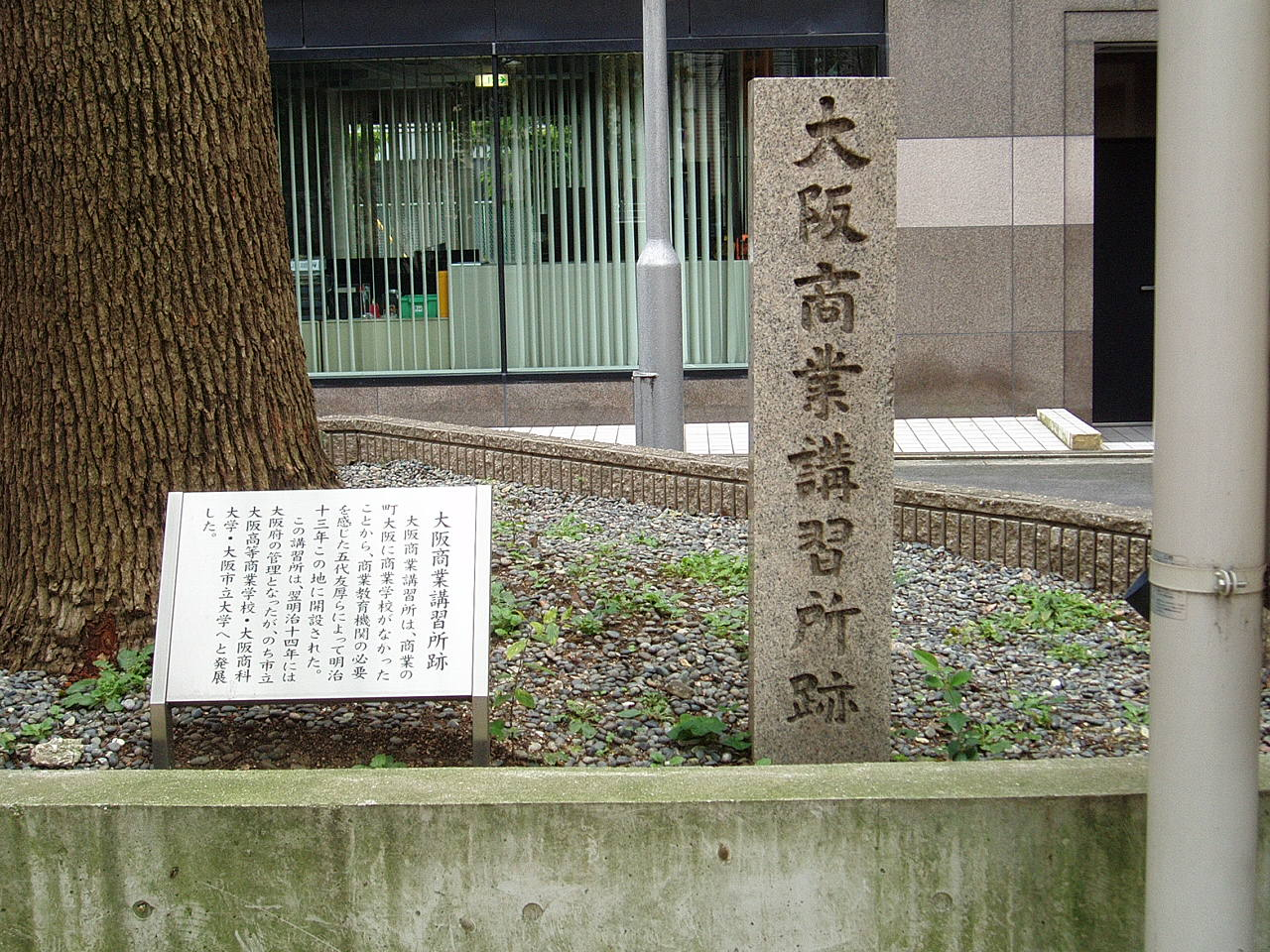
大阪商業講習所跡の碑

奈良屋町（現・西本町一丁目）には、古船を解体しその木材を商う解船屋が軒を連ね、一帯を「解船町」と呼んだ。
1880年（明治13年）五代友厚らにより大阪商業講習所が開かれた。

### 立売堀

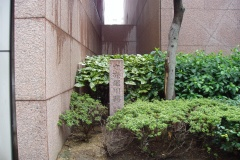
立売堀川跡の碑

阿波堀川から分流し、百間堀川に合流する薩摩堀川が流れていたが、1951年埋め⽴てられた。⻄横堀川から分流し、百間堀川と⽊津川に合流する⽴売堀川が新町との間を流れていたが、1956年埋め⽴てられた。「立売堀」の地名は難読地名として知られ、もとは「伊達堀」と呼んだ。
立売堀から長堀一帯の両岸はかつて「材木浜」と呼ばれ、多くの材木商が軒を連ねていた。
立売堀四丁目には廣教寺、廣教小学校があった。

### 新町

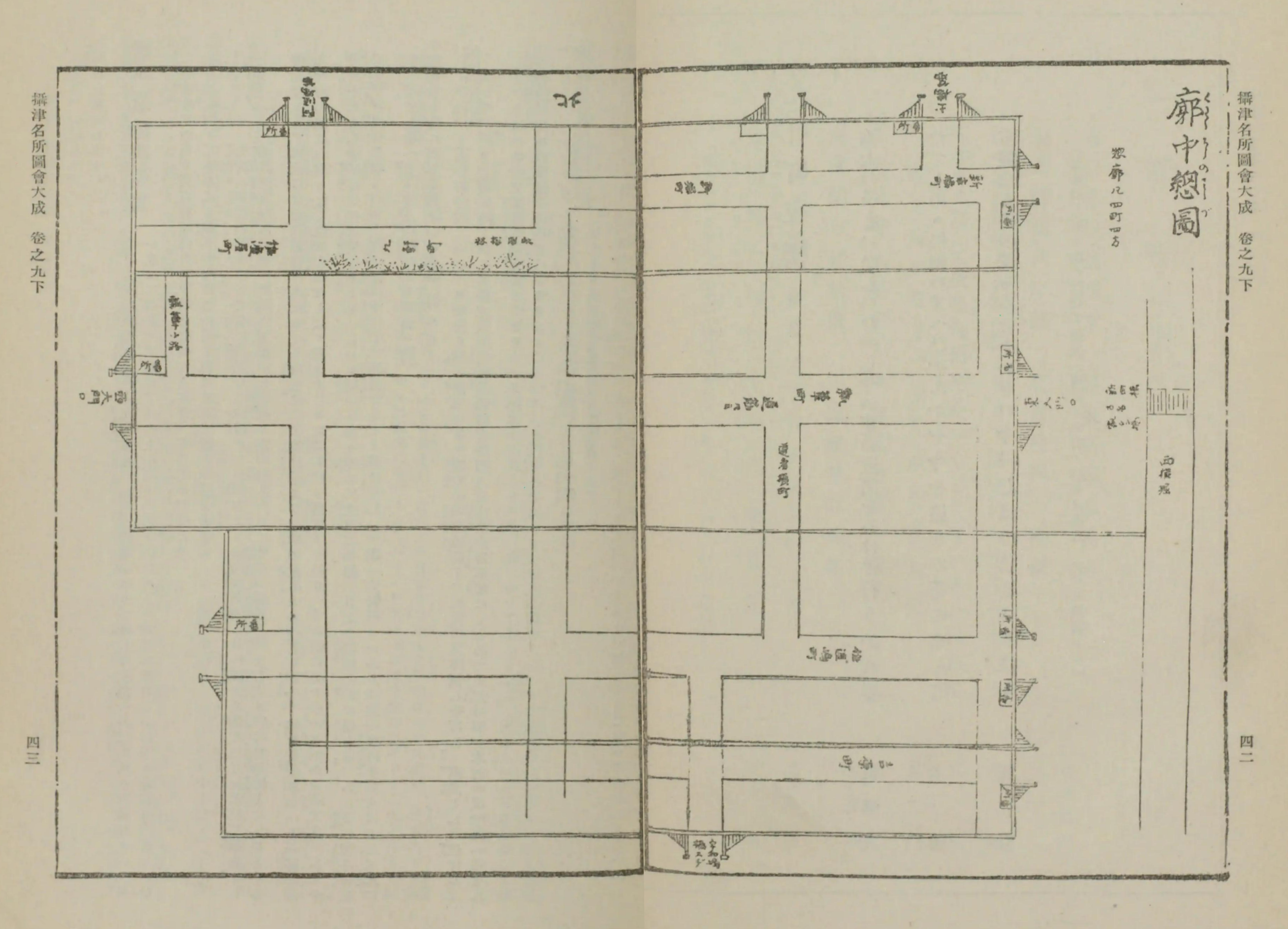
『廓中惣圖』
（『浪速叢書 攝津名所圖會大成』）

かつては藤右衛門町（現・新町一丁目）から五幸町（現・順慶町）にかけて新町橋が架かり、現在の新町一丁目・二丁目辺りに新町遊郭が形成されていた。
以下は新町廓内の町名
- 瓢箪町 ─ 「通りすじ」と号し、東西に門を設け、其々東口・西口と呼んだ。凡そ四丁余りで太夫屋、茶屋店、女郎屋等があり、廓中第一の繁花であった。
- 佐渡嶋町 ─ 寛永12～3年の頃まで上博労町にあり、後に当地へ移転した。町名は開発者の佐渡嶋勘右衛門による。
- 越後町 ─ 佐渡嶋町の西一丁の古名。享保9年の火災以後、佐渡嶋町の支配となり、北陸道の旧国名順に倣い名付けられた。元は阿波橋揚屋町より移転されたと伝わる。
- 吉原町 ─ 佐渡嶋町の南の筋。正保・慶安の頃北天満葭原より移転し、葭原を吉原と改める。また三軒家より移転した家もあった。
- 新京橋町・新堀町 ─ 通りすじの北の筋を指す。元和・寛永の頃阿波座堀より移転し俗に当地を阿波座と呼んだ。当初は上の町・北の町に区分され、上を四郎兵衛町・下を金右衛門町と称した。宝永年間に東を新京橋町、西を新堀町に改称した。廓中四條あり「浪花四すじ」と唄にもうたわれたが後に五丁町となり「五曲輪」と称された。
- 九軒町 ─ 花街の余地であり、かつては問屋などがあったが、各地よりの商い客が集まる日には、廓より妓女を呼んで饗応した。その便宜上、東の行あたりに往来の通路を開き揚屋町が形成された。廓開発より以前の古町とされる。文政2年より揚屋の前に桜を植え連ね以後、桜の名所として知られた。町名の由来は一説によると玉造の九軒茶屋より移転した事によるとされる。
- 佐渡屋町 ─ 九軒町の西にあり、廓の余地であったが、慶安の頃、高麗橋筋佐渡屋某が拝領し一家敷を構えた事により佐渡屋町と号した。その後、立売堀宍喰屋治郎右衛門入道宗甫隠居屋敷にもとめて支配の事を木村や又治郎へ頼まれ瓢箪町の支配となった。また宍喰屋は立売堀の橋の名となっている。
- 道者横町 ─ 瓢箪町東口より一丁目の十字街の南へ入る横町。享保7～8年の頃までは東西の両側は局となり諸国の道者が入り込んだ事によりこの名が付いた。
- 瓢箪小路 ─ 西口の大門を入るとそのまま北側の路地となる。瓢箪町開発の頃より存在したという。俗に「囃し裏」と呼んだ。

1922年（大正11年）には、佐渡島町の揚屋の高島屋跡地に新町演舞場が竣工した。
1937年（昭和12年）新町一丁目に大阪市立電気科学館が開館した。

### 江之子島

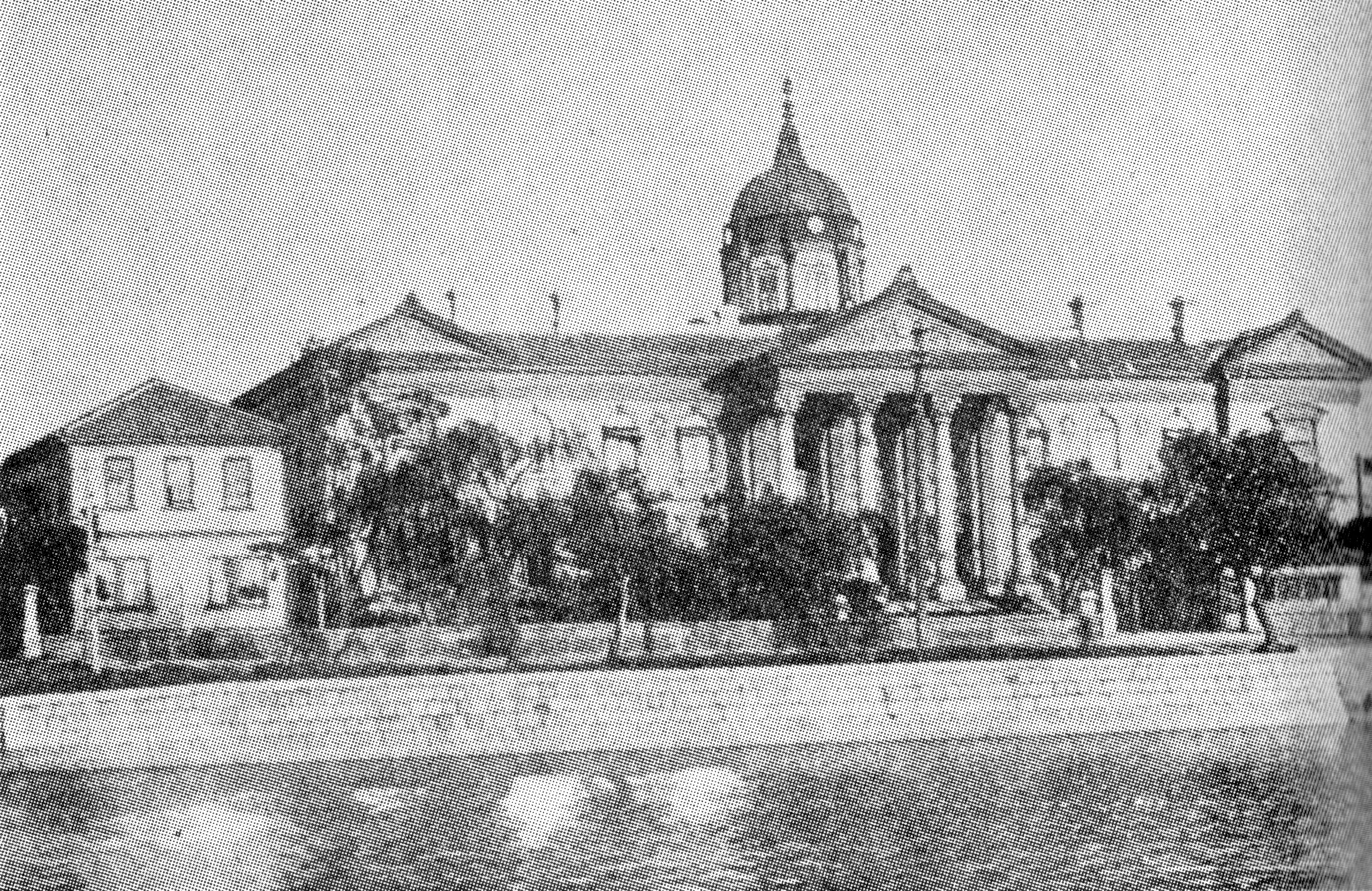
大阪府庁舎（2代目）

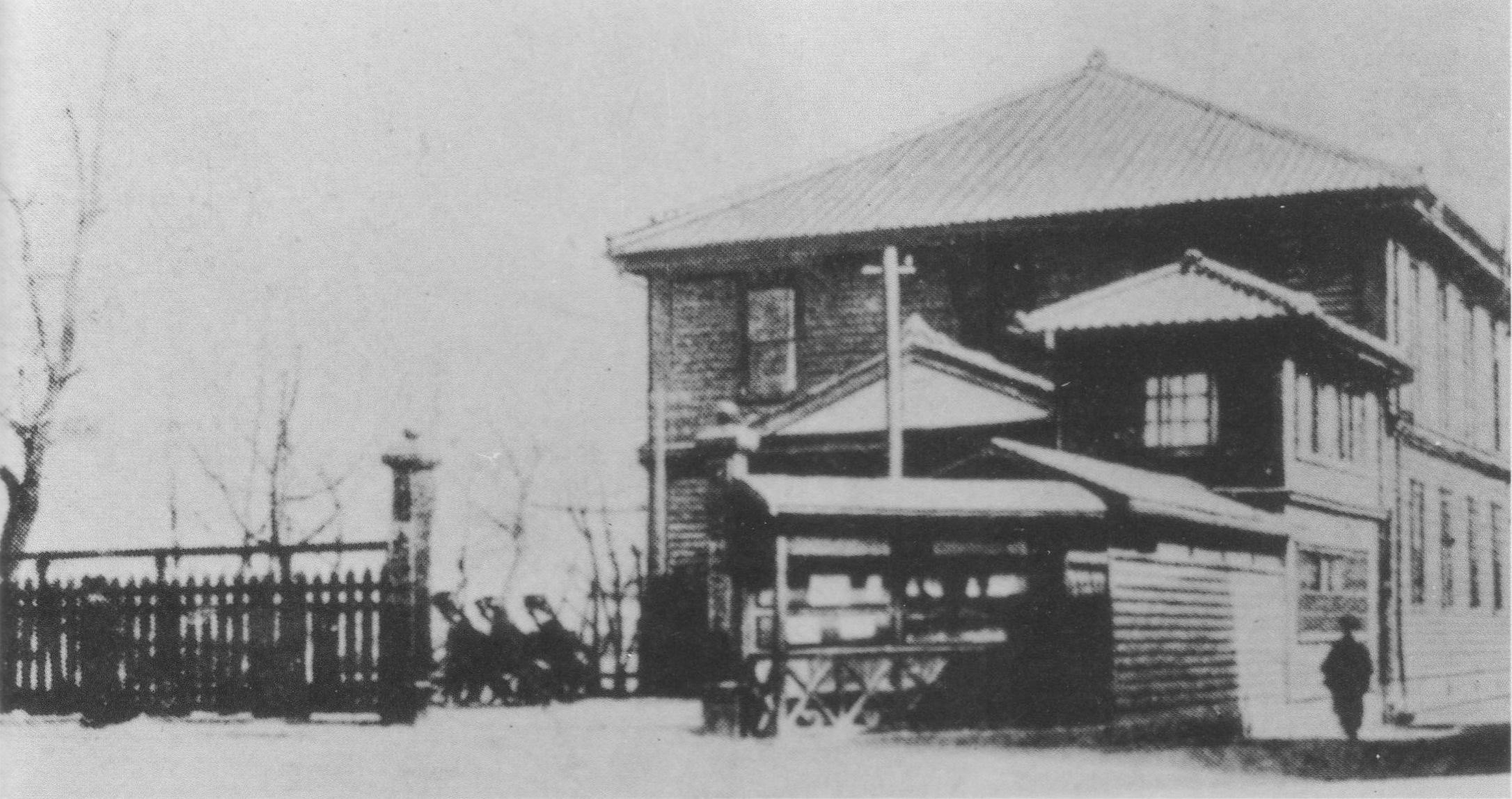
大阪市庁舎（初代）

寛政元年藤永田造船所の前身、兵庫屋の工場が淀川下流（現・堂島浜通一丁目辺り）から江之子島に移った。また、江戸堀や敷屋町にも拠点を置いていた。
1874年（明治7年）に大阪府庁舎（2代目）が江之子島上之町に、1893年（明治26年）に西区庁舎（3代目）が江之子島東之町に、市制特例廃止後の1899年（明治32年）に大阪市庁舎（初代）が江之子島上之町に置かれ、当時の江之子島は地方行政の中心地となっていた。なお、大阪市庁舎は1912年（明治45年）に堂島へ、大阪府庁舎は1926年（大正15年）に大手前へ、西区庁舎は1934年（昭和9年）に西長堀へ移転している。

### 長堀筋
長堀筋の四ツ橋の近くには石屋が多く、長堀十丁目（現・西心斎橋一丁目、南船場三～四丁目）を俗称石屋浜といった。石屋は長堀のみならず、運輸の便のよい市内の川々の浜辺に散在していた。西横堀の笹橋が一名石屋橋の異名があった位で、その西詰の権右衛門町にも石屋が多かった。
長堀川問屋橋北詰あたりは、紙関係の商店をはじめ商家が軒を連ね、物売が来るなど活気に溢れていた。
寛永年間、富田屋橋で天文学者の間重富が望遠鏡を据え付けて天体観測を行った。宇和島橋の名は宇和島藩の蔵屋敷があったことに由来する。宇和島橋北詰北の辻西へ入る所には江戸時代には塩見燈籠があった。
四つ橋以西の長堀川を西長堀と呼び、材木浜として古来名高く、材木問屋櫛比して、市売日には群集人の目を驚かせた。しかし明治41年市電長堀線の開通で、北岸の材木浜は撤廃され、石垣が高く築き上げられた。しかし南岸は従来通りの材木浜で、浜仲仕の曲がりや、笩流しが見られた。

### 四ツ橋

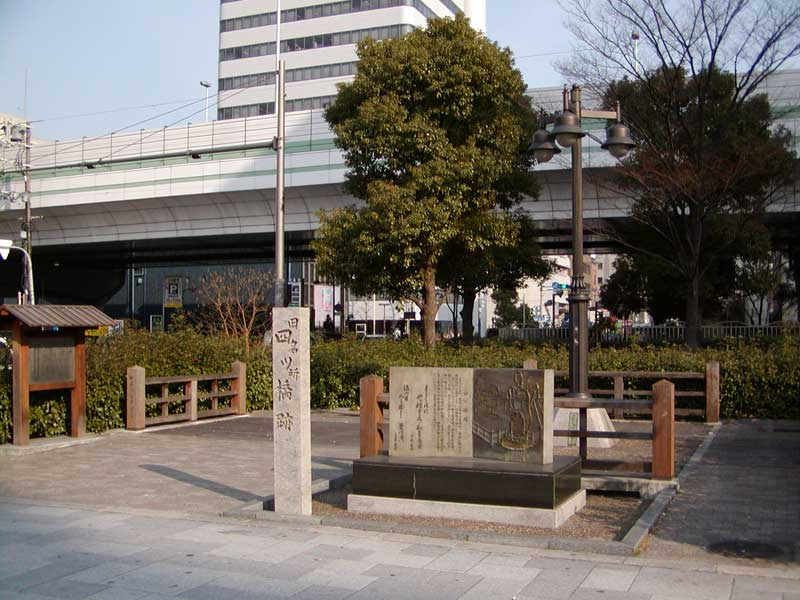
四ツ橋跡の碑

四ツ橋は市の中央にあるために橋上往来の人、橋下航漕の舟、共に交通頻繁をきわめていた。また風景の賞すべきものがあり、観月と納涼に適しているので、俳人雅客の吟詠も少なくなかった。
四ツ橋の下から流れてくる微風は大阪の涼味を代表したもので、かつては盂蘭盆会の夕方頃などは、上流から精霊祭りの豆船が燈火を明滅させて流れていた。
明治41年大阪市電九条～四ツ橋間が開通した時には見物の市民で埋ったという。かつて四ツ橋交差点は大阪最大の交通量の多い所であったが、今は御堂筋にお株を奪われた形である。大正時代には、ここにビヤホールや「マルキパン」の本店があった。また、四ツ橋クラブという活動小屋があった。
旧市電南北線の西側を「塀の側」と永く俗称していたが、市電開通前には新町廓の名物「塀の側の桜堤」があった。四ツ橋の西南詰には、煙管専門の店が数軒並んでおり、昭和の初めまでその中の一軒である播磨屋があった。

## 街並み
土佐堀川が南西流するため、他の街区のような方位に拠る直交型街路は形成されず、また、多数の堀川で分断されていたため、南北方向の目抜き通りは皆無に等しかった。現在は東から四つ橋筋、なにわ筋、あみだ池筋、新なにわ筋の計4本の南北幹線が縦断している。
北から順に現在の町名を挙げる。
- 土佐堀（とさぼり） - 土佐堀川の南岸。船町と呼ばれた一画は江戸堀に編入された。
- 江戸堀（えどぼり） - 西横堀川から分流し、百間堀川と木津川に合流する江戸堀川が流れていたが、1955年埋め立てられた。
- 京町堀（きょうまちぼり） - 西横堀川から分流し、百間堀川に合流する京町堀川が靱本町との間を流れていたが、1955年埋め立てられた。
- 靱本町（うつぼほんまち） - 阿波堀川（もしくは阿波座堀川）から分流し、京町堀川に合流する海部堀川が流れていたが、1951年埋め立てられた。大阪科学技術館、靱公園がある。
- 西本町（にしほんまち） - 西横堀川から分流し、百間堀川に合流する阿波堀川が流れていたが、1956年埋め立てられた。
- 阿波座（あわざ） - 北部は西本町に、西部は立売堀に編入され、町域は随分と狭まった。大阪ソーダ本社がある。
- 立売堀（いたちぼり） - 阿波堀川から分流し、百間堀川に合流する薩摩堀川が流れていたが、1951年埋め立てられた。西横堀川から分流し、百間堀川と木津川に合流する立売堀川が新町との間を流れていたが、1956年埋め立てられた。難読地名として知られる。山善本社をはじめ、機械・工具関連の商社・問屋が多い。
- 新町（しんまち） - 東横堀川から分流し、木津川に合流する長堀川が堀江との間を流れていたが、1970年埋め立てられた。東部に溝渠で囲まれた新町遊廓があったが、今ではその面影は残っていない（大阪の花街を参照）。大阪厚生年金会館（ウェルシティ大阪）、西区役所がある。

以下は、百間堀川の埋立によって現在は地続きになっている。
- 江之子島（えのこじま） - 下船場の西端に位置する。江戸堀川から分流し、木津川に合流する百間堀川が東側から立売堀川にかけてを流れていたが、1964年埋め立てられた。1874年から1926年まで大阪府庁が、1889年の大阪市制施行から1912年まで大阪市役所があった。中央大通以南は立売堀に編入された。

### 下船場の橋
（※明治5年現在）
- 西国橋
- 船町橋
- 尼ヶ崎橋
- 筋違橋
- 呉服橋
- 京町橋
- 新天満橋
- 相生橋
- 敷津橋
- 信濃橋
- 奈良屋橋
- 江達橋
- 篠橋
- 新渡辺橋
- 助右衛門橋
- 新町橋
- 上繋橋（四ツ橋）
- 筑前橋
- 常安橋
- 越中橋
- 湊橋
- 椹木橋
- 犬斎橋
- 阿波殿橋
- 大目橋
- 江戸堀橋
- 西北橋
- 﨑吉橋
- 上ノ橋
- 下ノ橋
- 雑喉場橋
- 新大橋
- 東上橋
- 新中橋
- 羽子板橋
- 紀伊国橋
- 新阿波橋
- 千秋橋
- 両国橋
- 茂左衛門橋
- 永代橋
- 門樋橋
- 上海部橋
- 中海部橋
- 下海部橋
- 剱先橋
- 幸橋
- 新橋
- 下京屋橋
- 太郎助橋
- 松栄橋
- 岡崎橋
- 豊橋
- 鳴門橋
- 薩摩堀上ノ橋
- 中筋橋
- 下ノ橋
- 亀井橋
- 新二橋
- 槌橋
- 阿波橋
- 中橋
- 宍喰屋橋
- 西仁橋
- 高橋
- 江島橋
- 松島橋
- 吉野屋橋（四ツ橋）
- 宇和島橋
- 冨田屋橋
- 問屋橋
- 白髪橋
- 鰹座橋
- 新玉造橋
- 長堀高橋

## 交通

### 鉄道
- Osaka Metro
  - 肥後橋駅（四つ橋線）
  - 本町駅（四つ橋線） - 1965年の開業から1969年まで、四つ橋線の駅は「信濃橋駅」と称した。
  - 阿波座駅（中央線・千日前線）
  - 四ツ橋駅（四つ橋線）
  - 西大橋駅（長堀鶴見緑地線）
  - 西長堀駅（千日前線・長堀鶴見緑地線）

### 道路
- 阪神高速1号環状線
  - 四ツ橋入口
  - 信濃橋出入口
  - 土佐堀出口
- 阪神高速16号大阪港線
  - 阿波座出入口
  - 西長堀出入口

## 施設

### 史跡
- 大阪府庁江之子島庁舎跡
- 大阪市役所江之子島庁舎跡碑
- 明治天皇聖躅碑
- 薩摩藩中屋敷跡
- 薩摩藩蔵屋敷跡
- 長州藩蔵屋敷跡
- 大阪上等裁判所跡
- 関西法律学校発祥の地
- 梅花女学校発祥の地
- 大阪商業講習所跡の碑
- 信濃橋洋画研究所跡碑
- 旧大阪市立自然科学博物館跡
- 『阪神高速道路』開通記念碑
- 雑喉場魚市場跡碑
- 天満宮神幸上陸地碑
- 大塩平八郎終焉の地碑
- 頼山陽生誕地の碑
- 中天游邸跡
- 五代友厚邸跡
- 大村益次郎先生寓地址
- 宮武外骨ゆかりの地碑
- 進駐軍飛行場跡地
- 新町演舞場跡
- 新町遊廓大門跡
- 小説「泥の河」舞台の地の碑
- 六軒屋開門の碑
- 共同荷揚場の碑
- 靱海産物市場跡
- 江戸堀尋常小学校跡
- 靱尋常小学校跡
- 西六平和塔
- 西横堀川跡
- 江戸堀川跡の碑
- 筋違橋跡
- 雑喉場橋之碑
- 阿波堀川跡碑
- 薩摩堀川跡
- 立売堀川跡碑
- 雑喉場橋顕彰碑
- 木津川橋顕彰碑
- 新町橋碑
- 四ツ橋跡
- 宇和島橋跡
- 富田屋橋跡
- 問屋橋跡
- 白髪橋跡碑

## ギャラリー

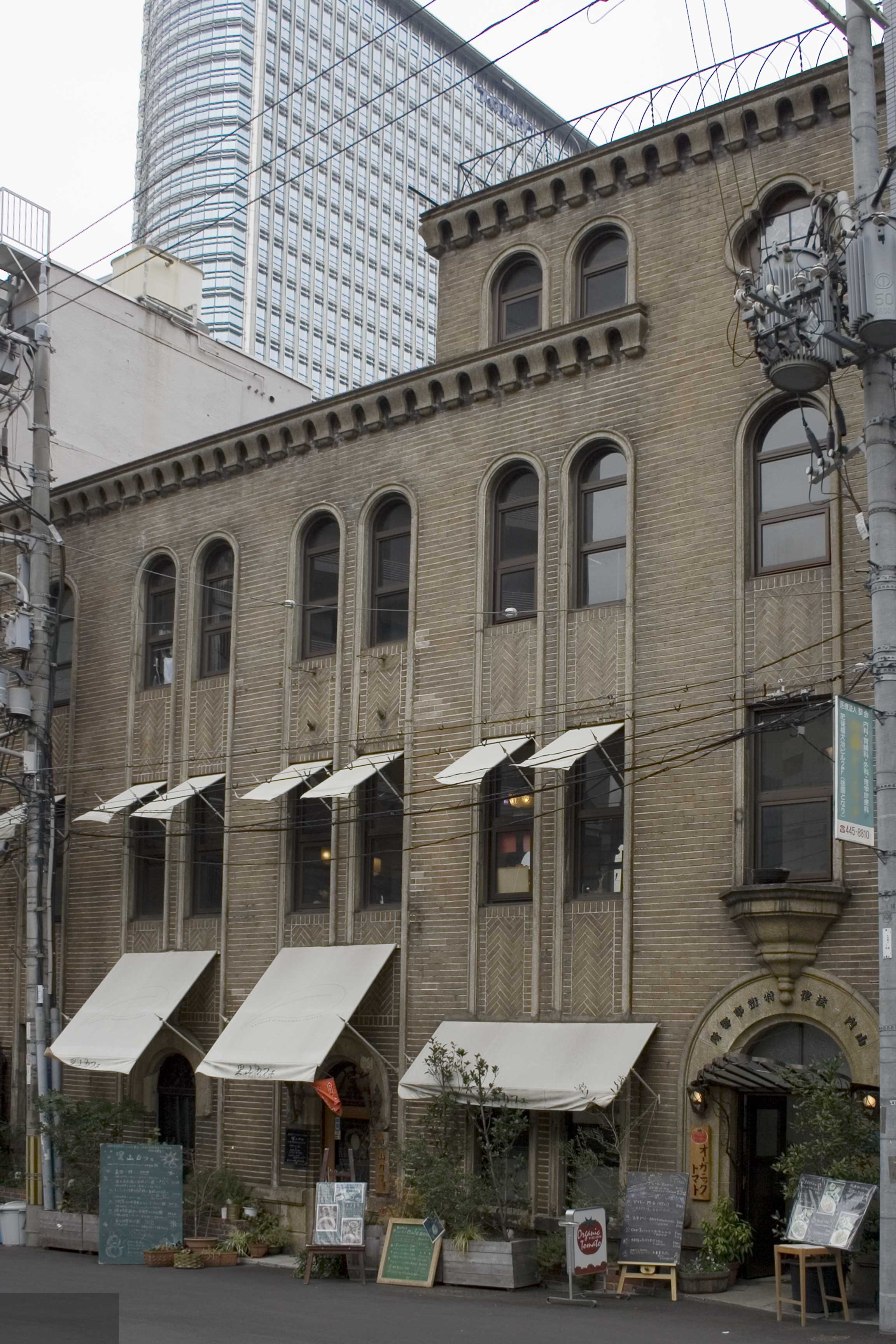
山内ビル（旧：山内香法律特許事務所）
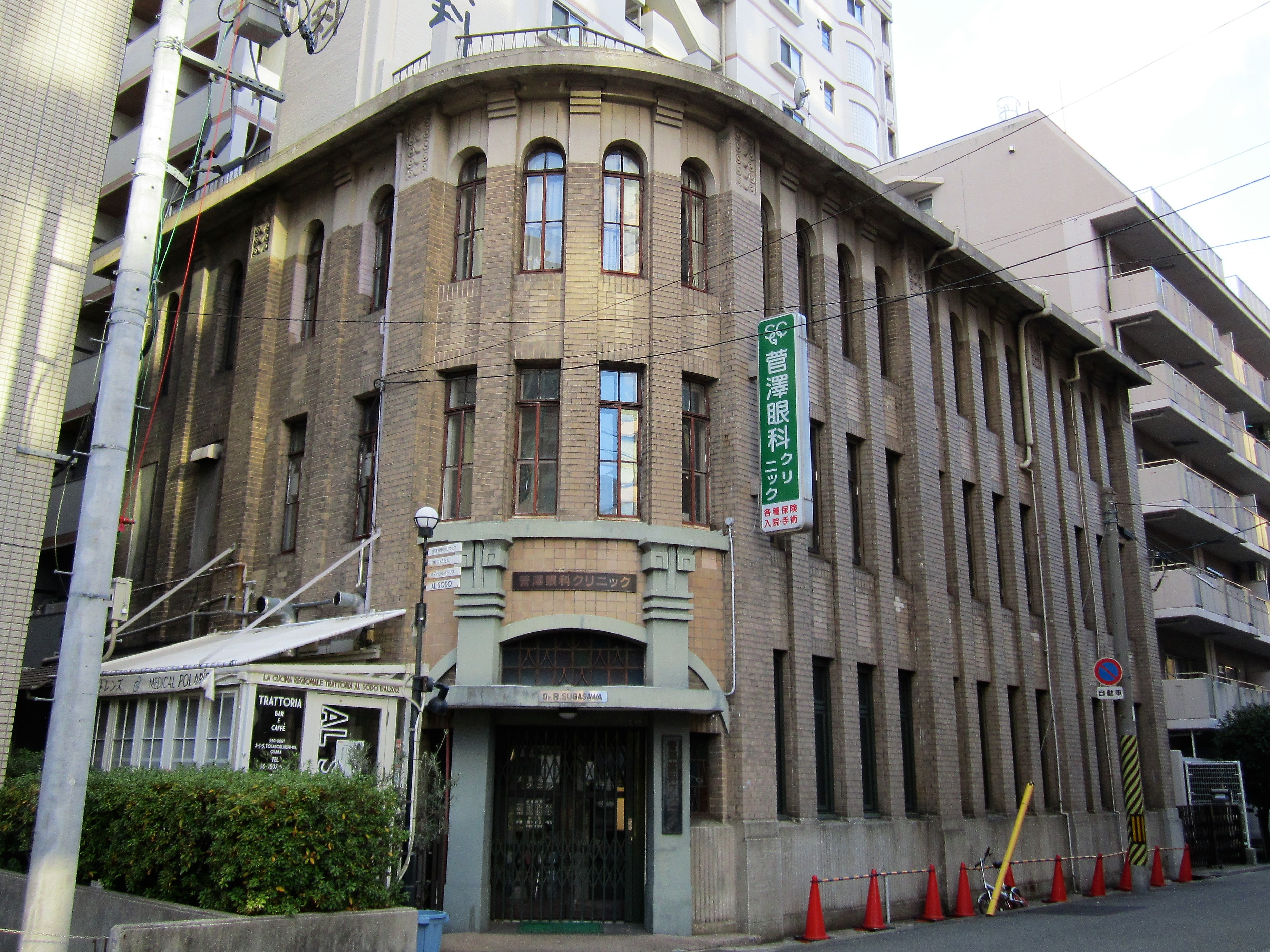
菅澤眼科クリニック
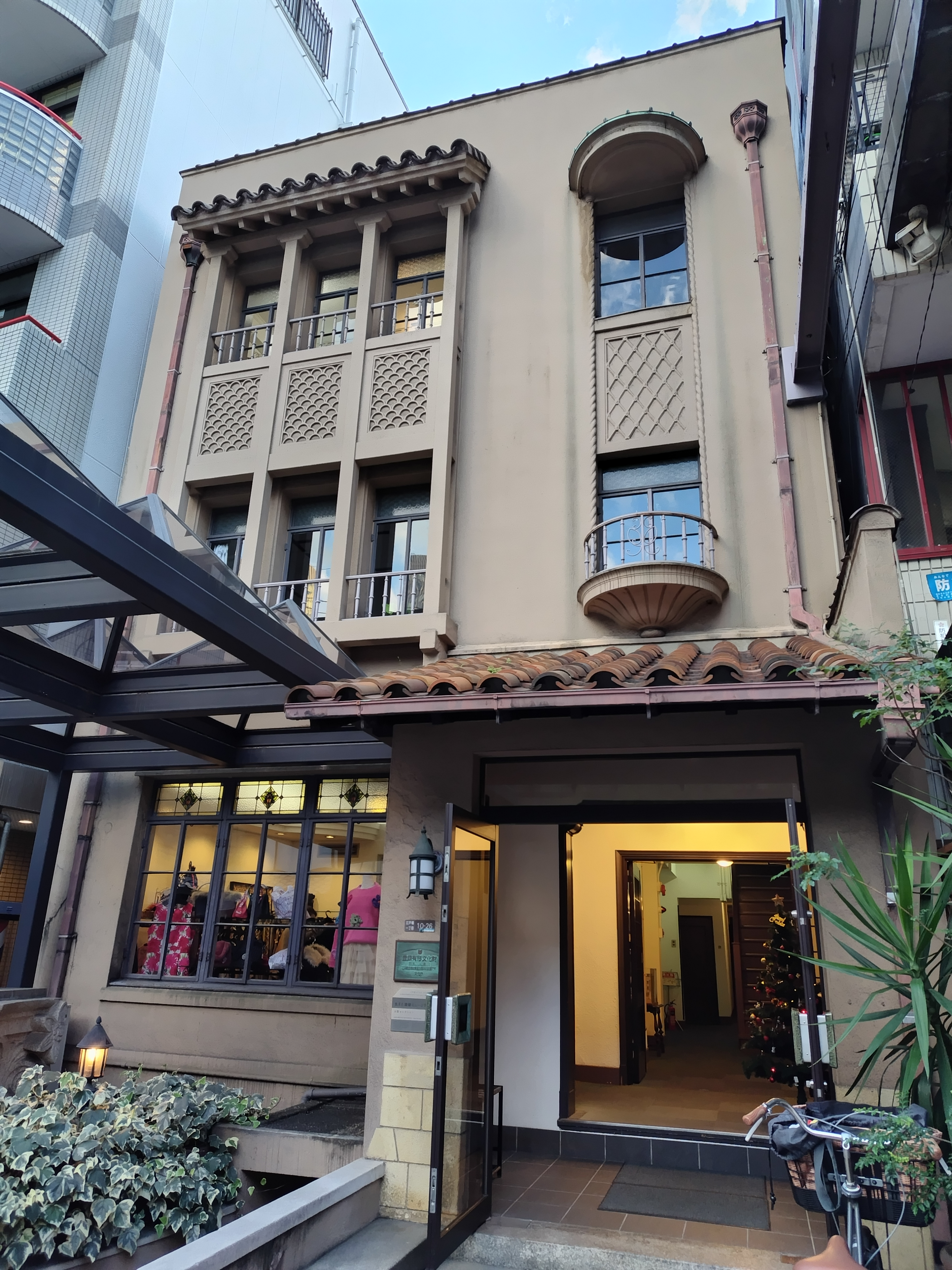
江戸堀コダマビル（旧：児玉竹次郎邸）
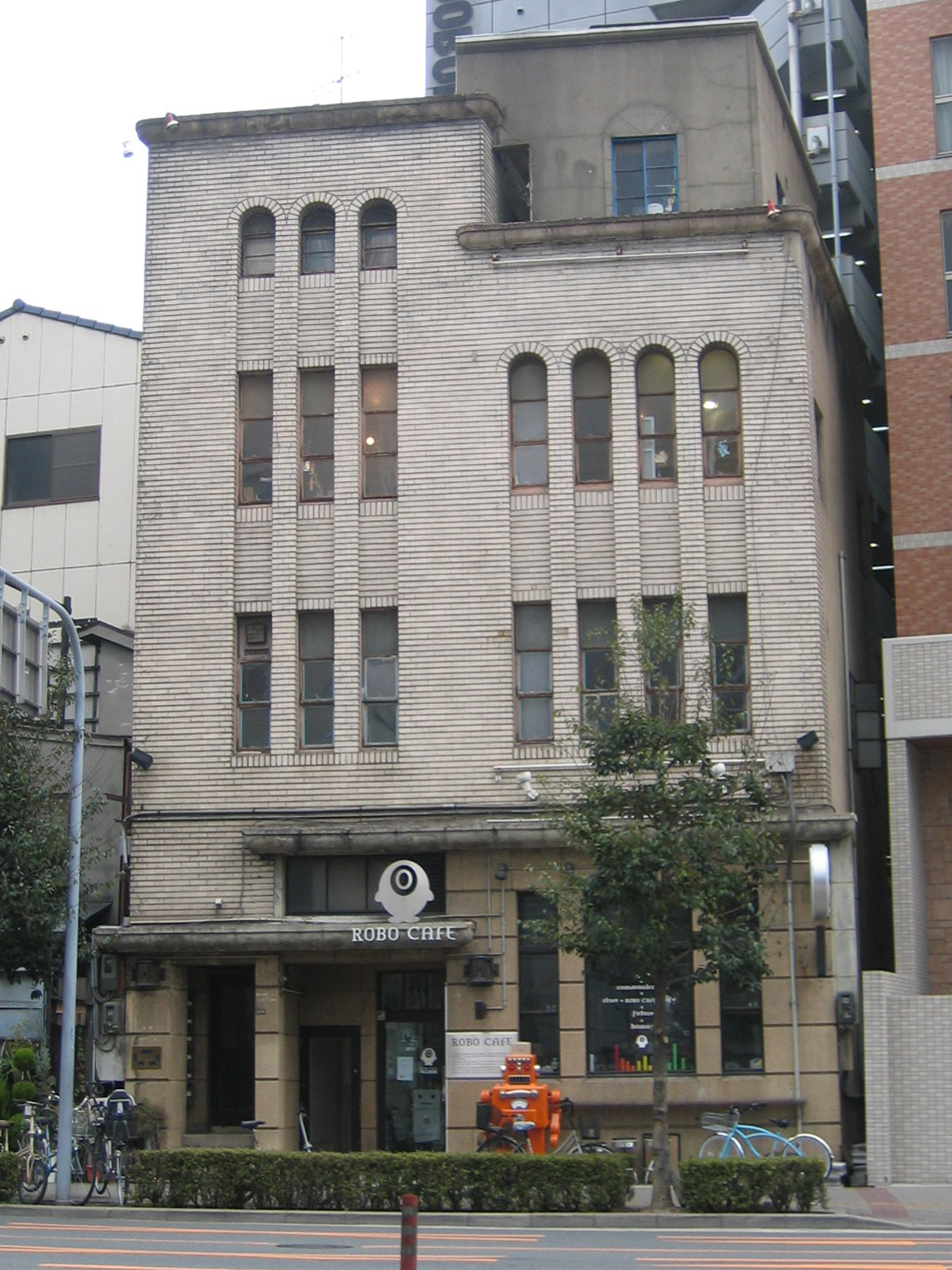
ダコタハウス
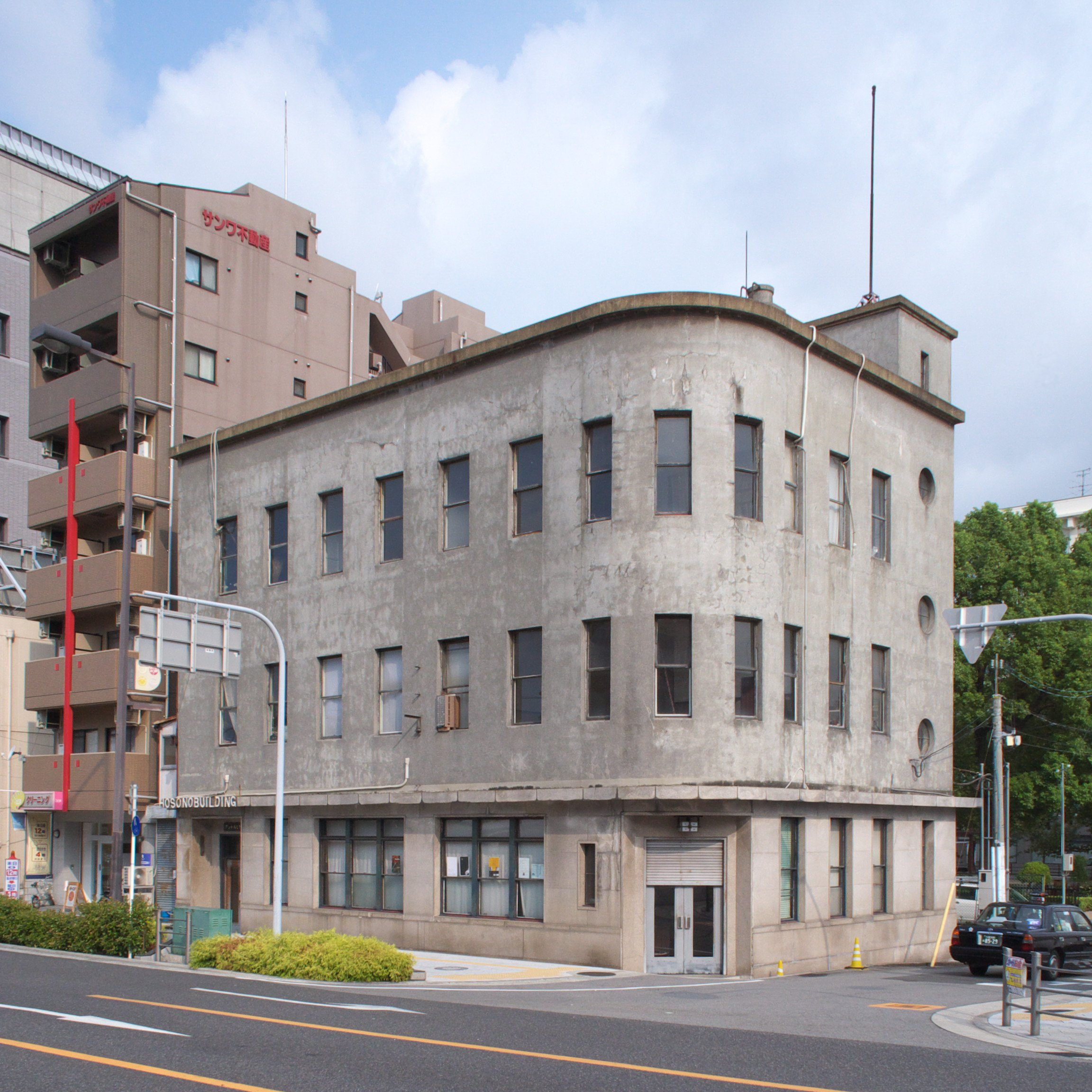
細野ビルディング
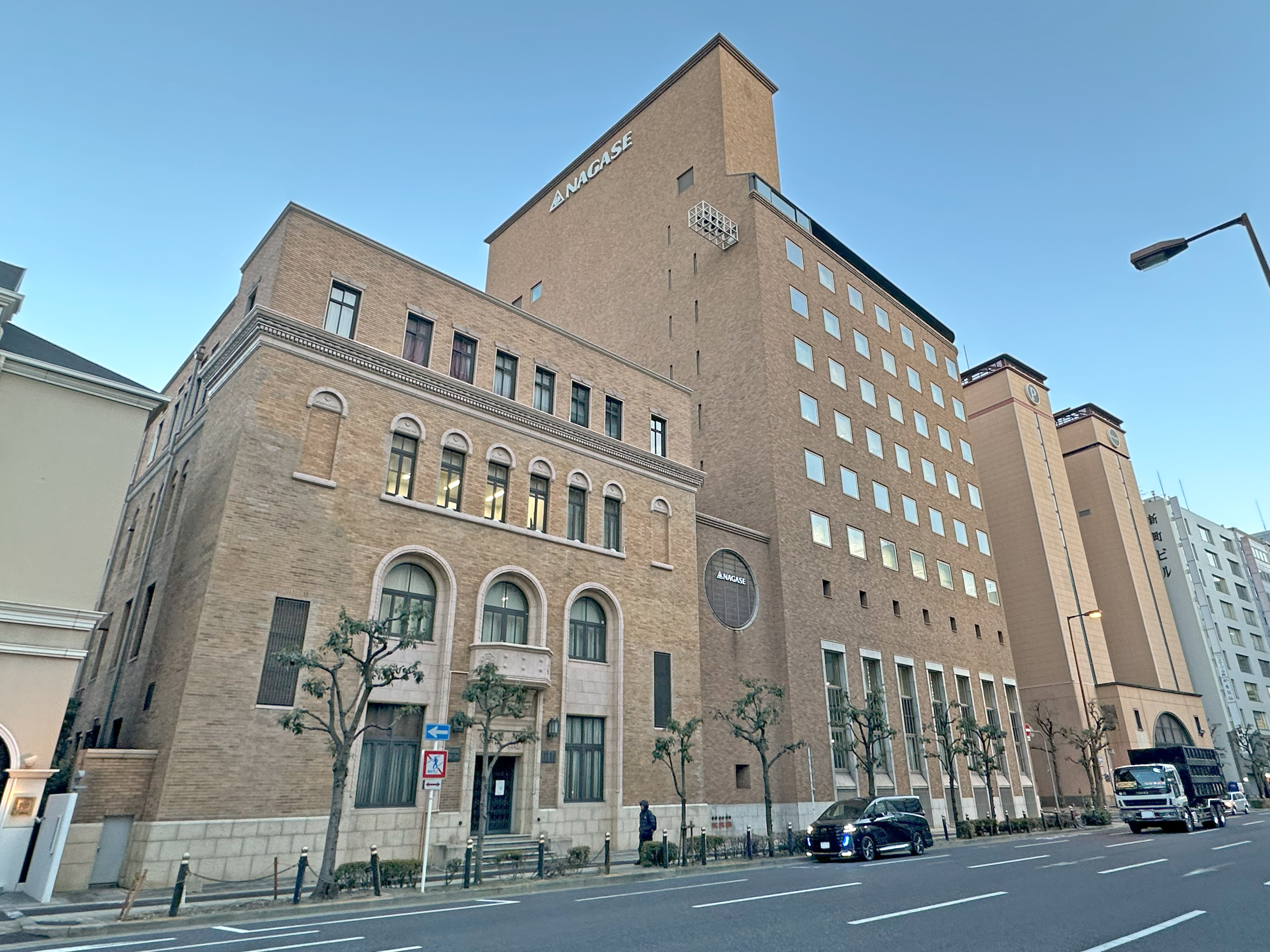
長瀬産業大阪本社ビル
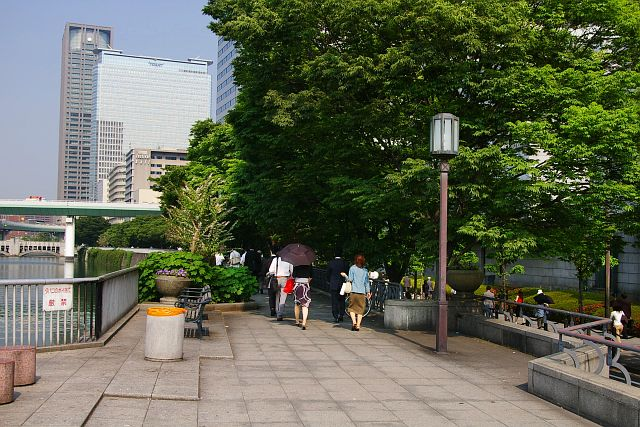
中之島遊歩道より望む錦橋
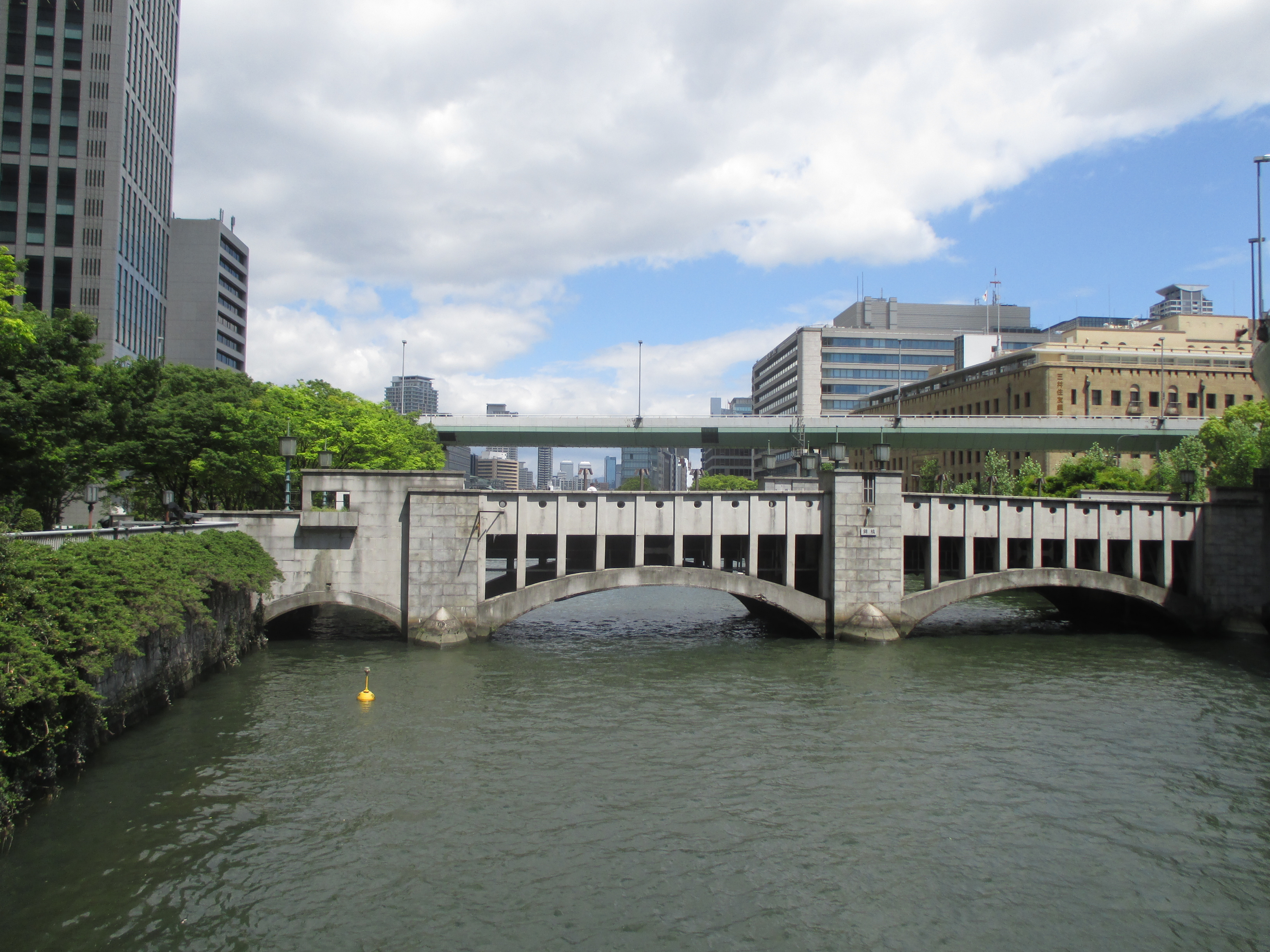
錦橋
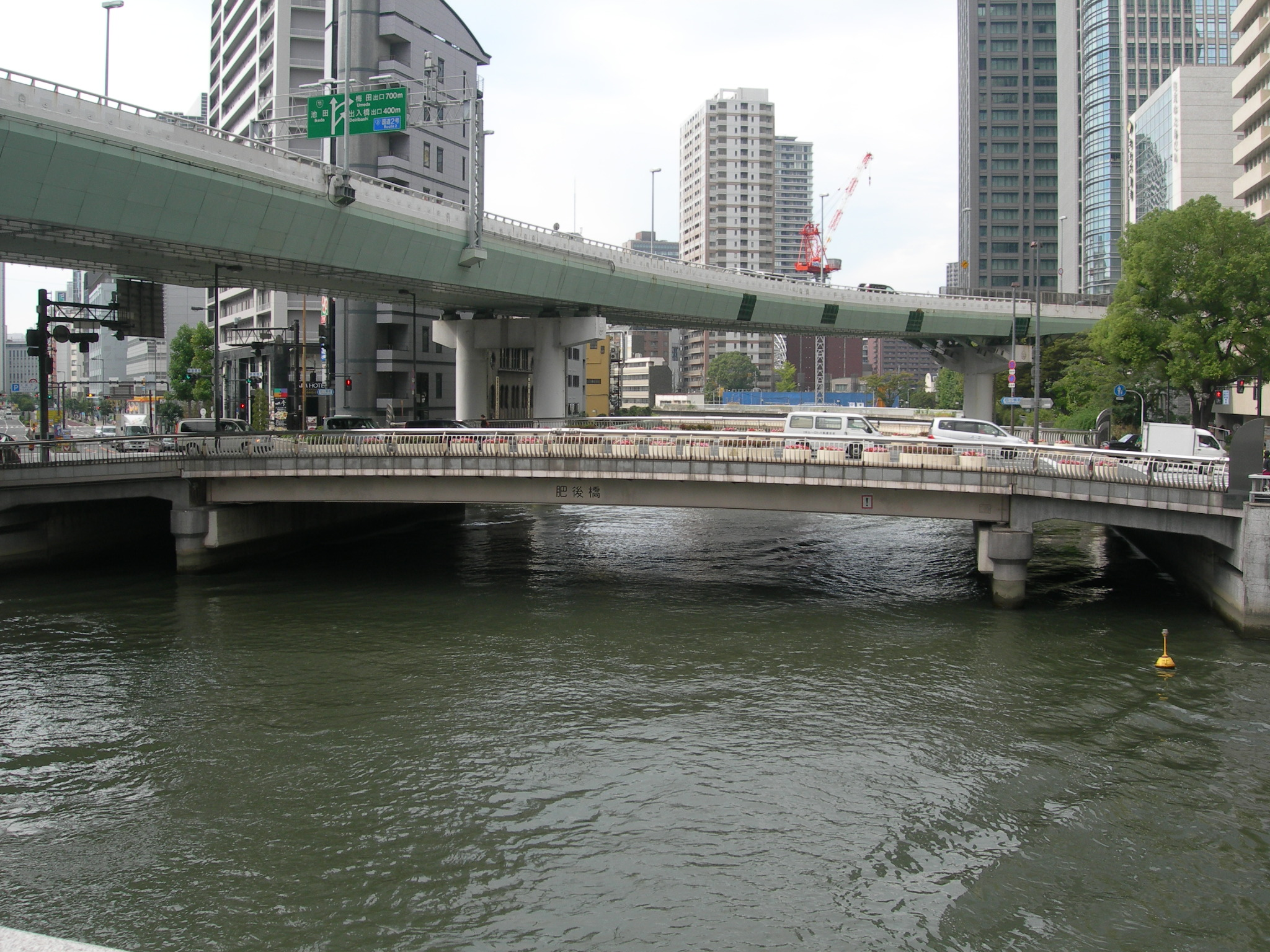
肥後橋
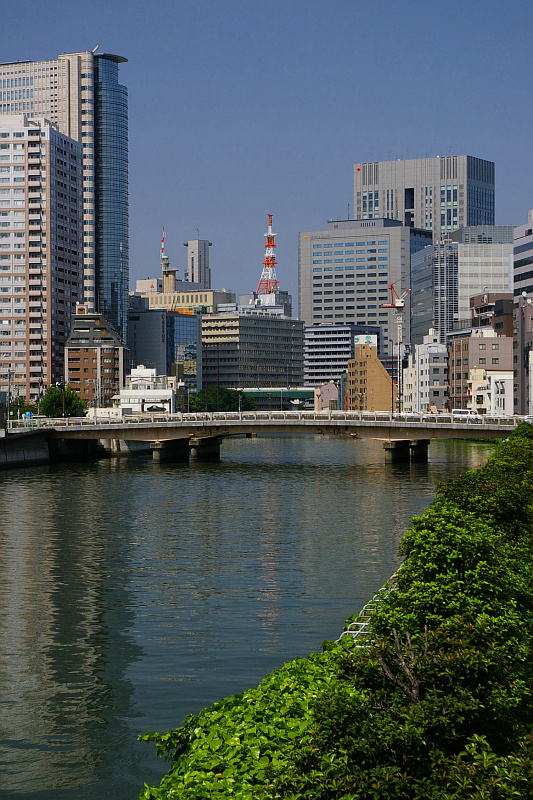
筑前橋
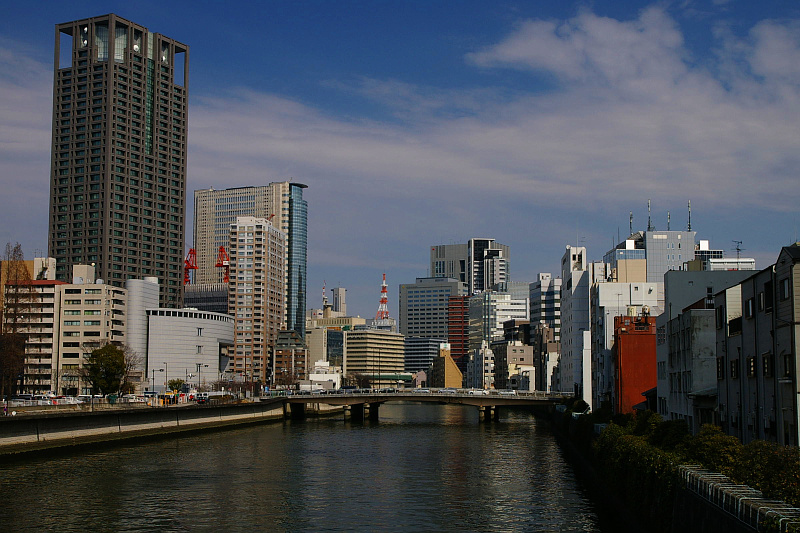
常安橋
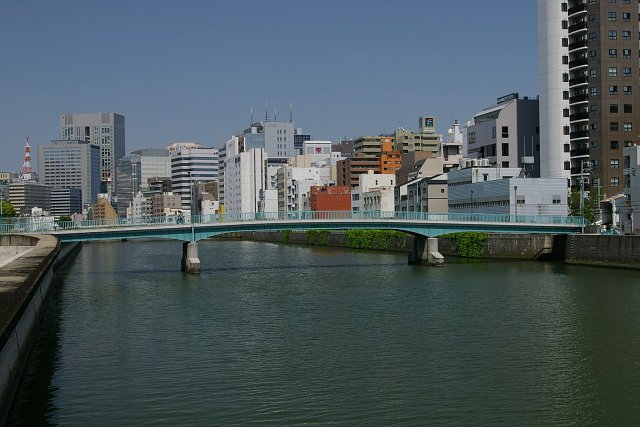
越中橋
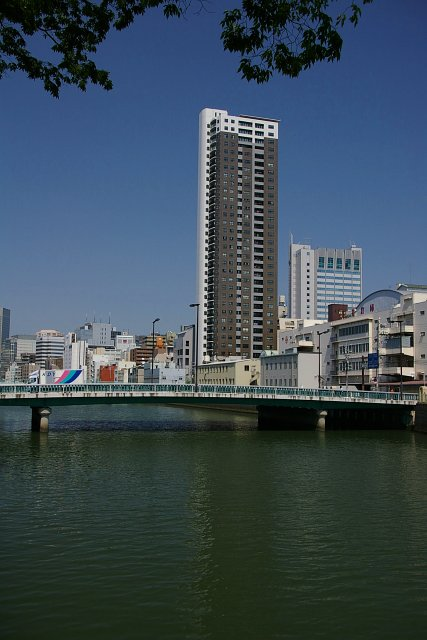
土佐堀橋
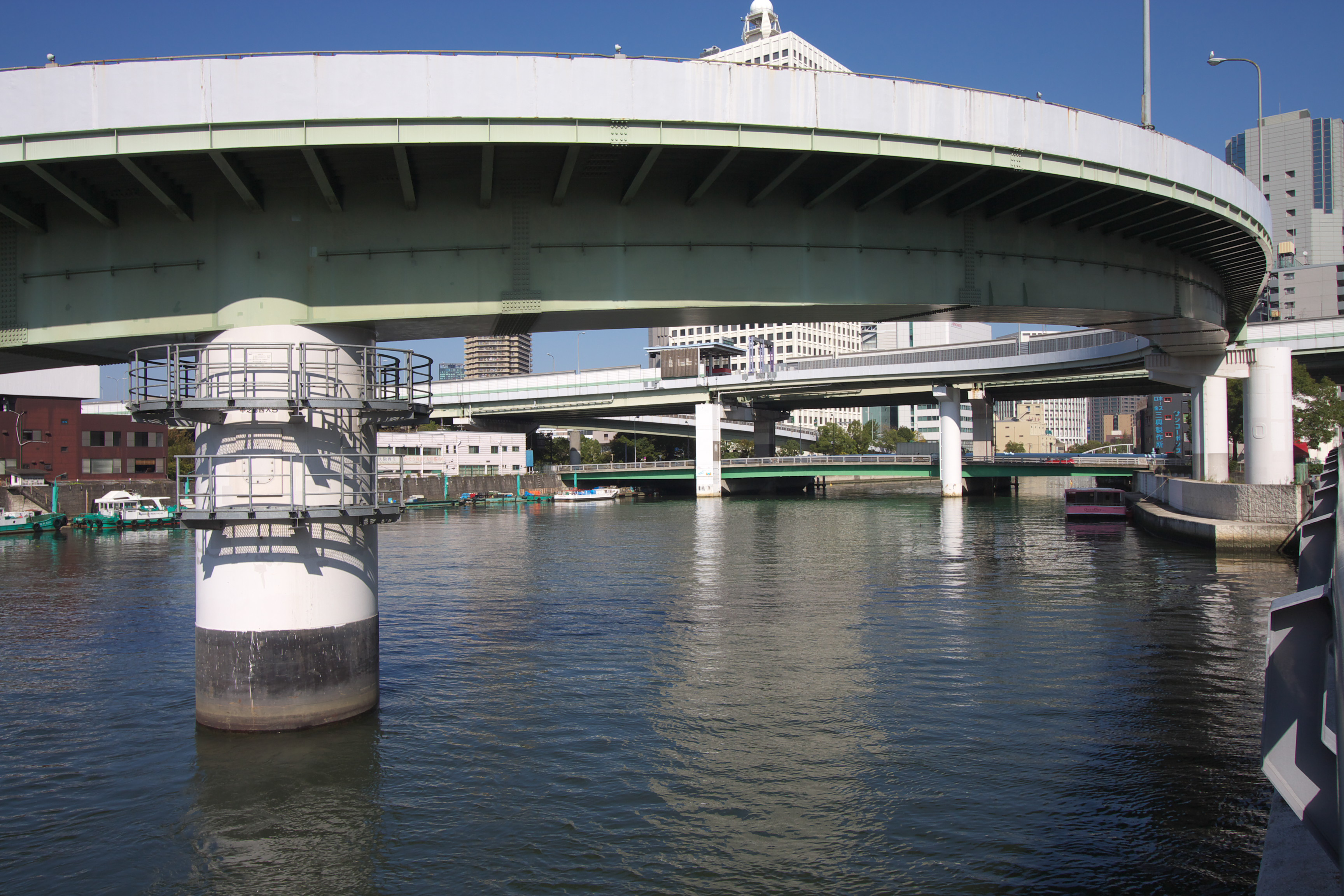
湊橋と阪神高速中之島西出入口
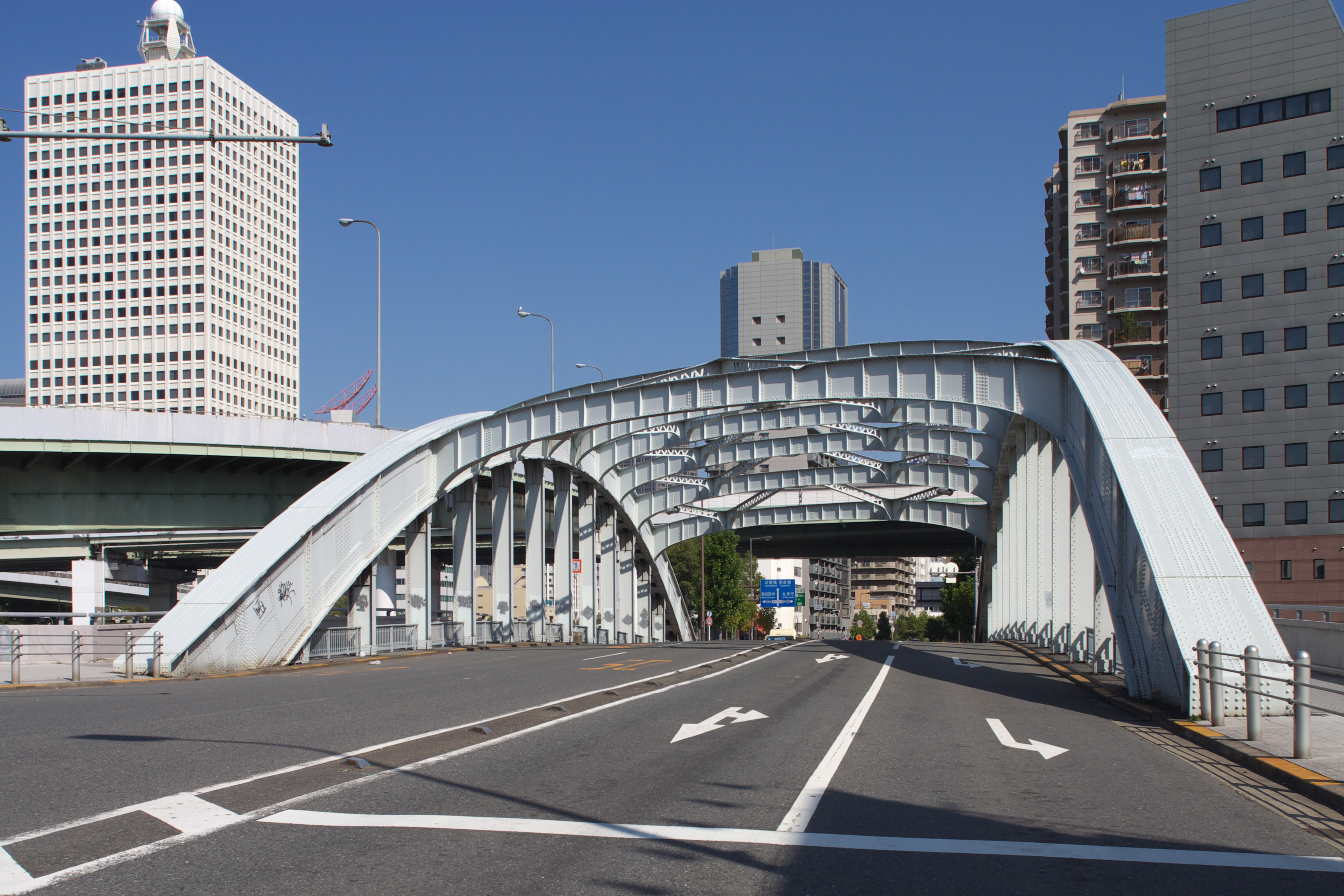
昭和橋
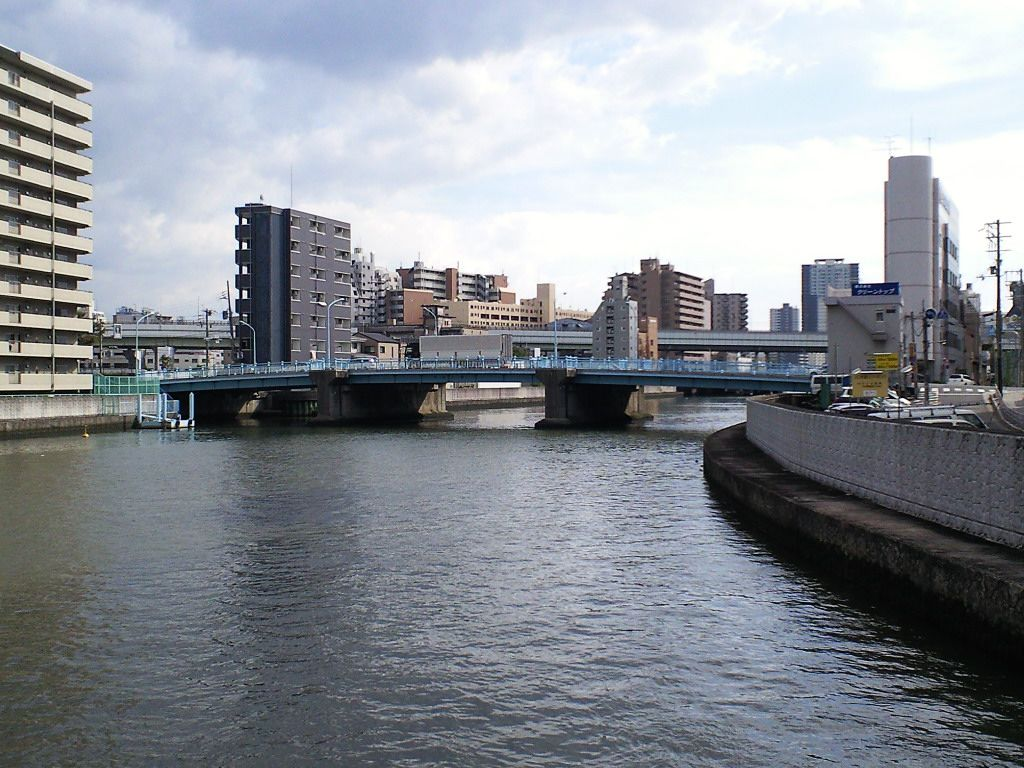
木津川橋
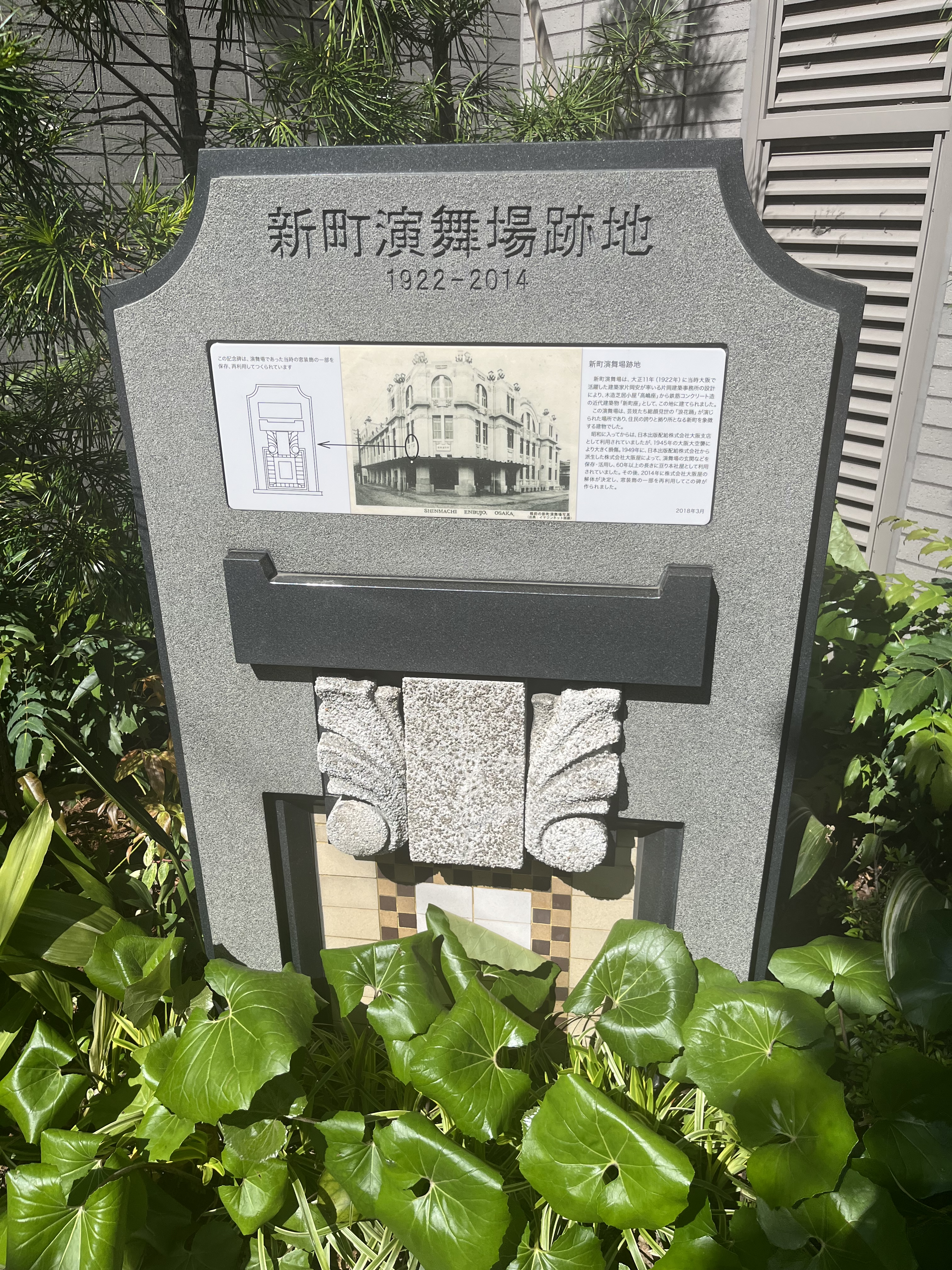
新町演舞場跡
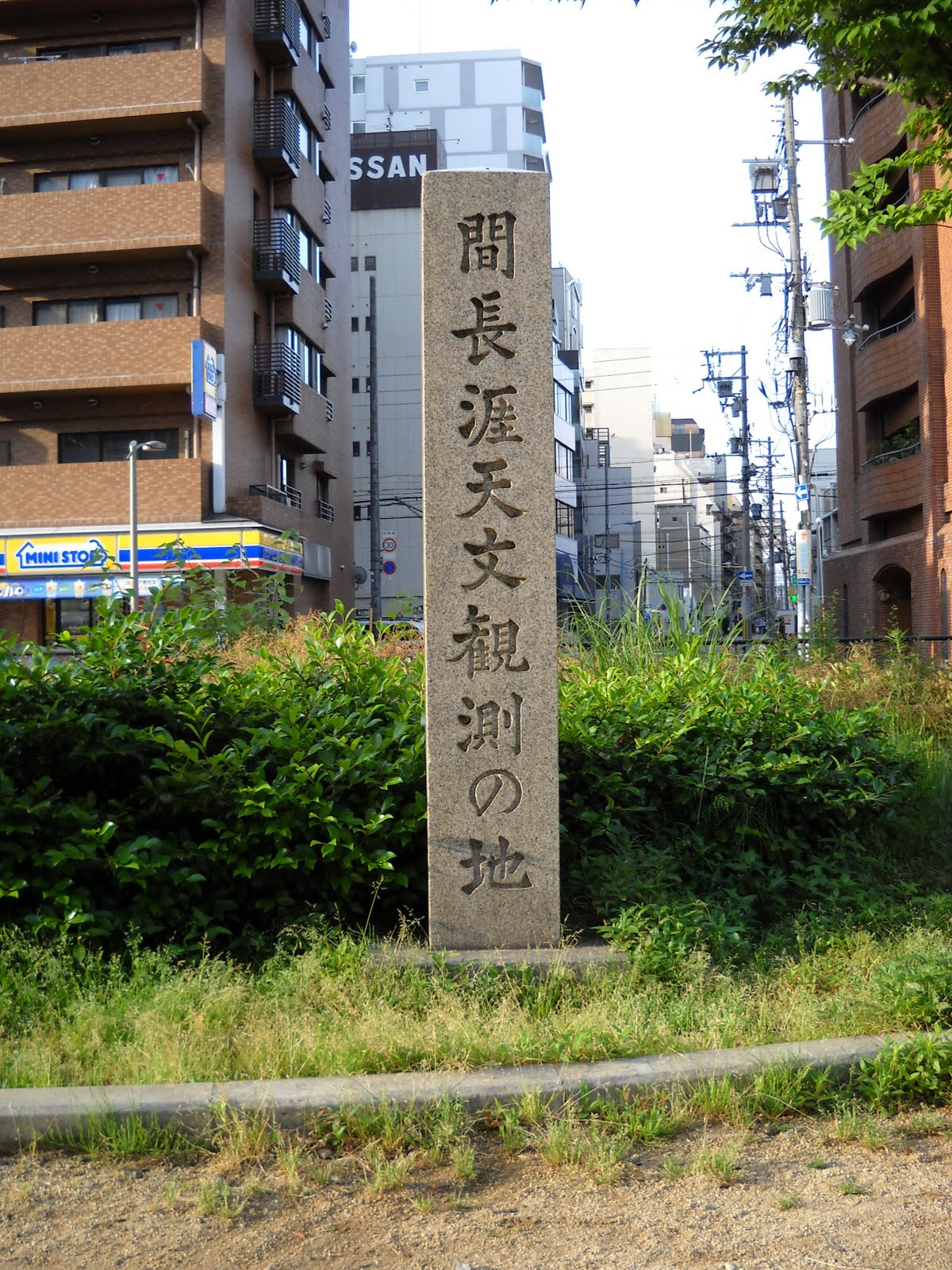
間長涯天文観測の地の碑
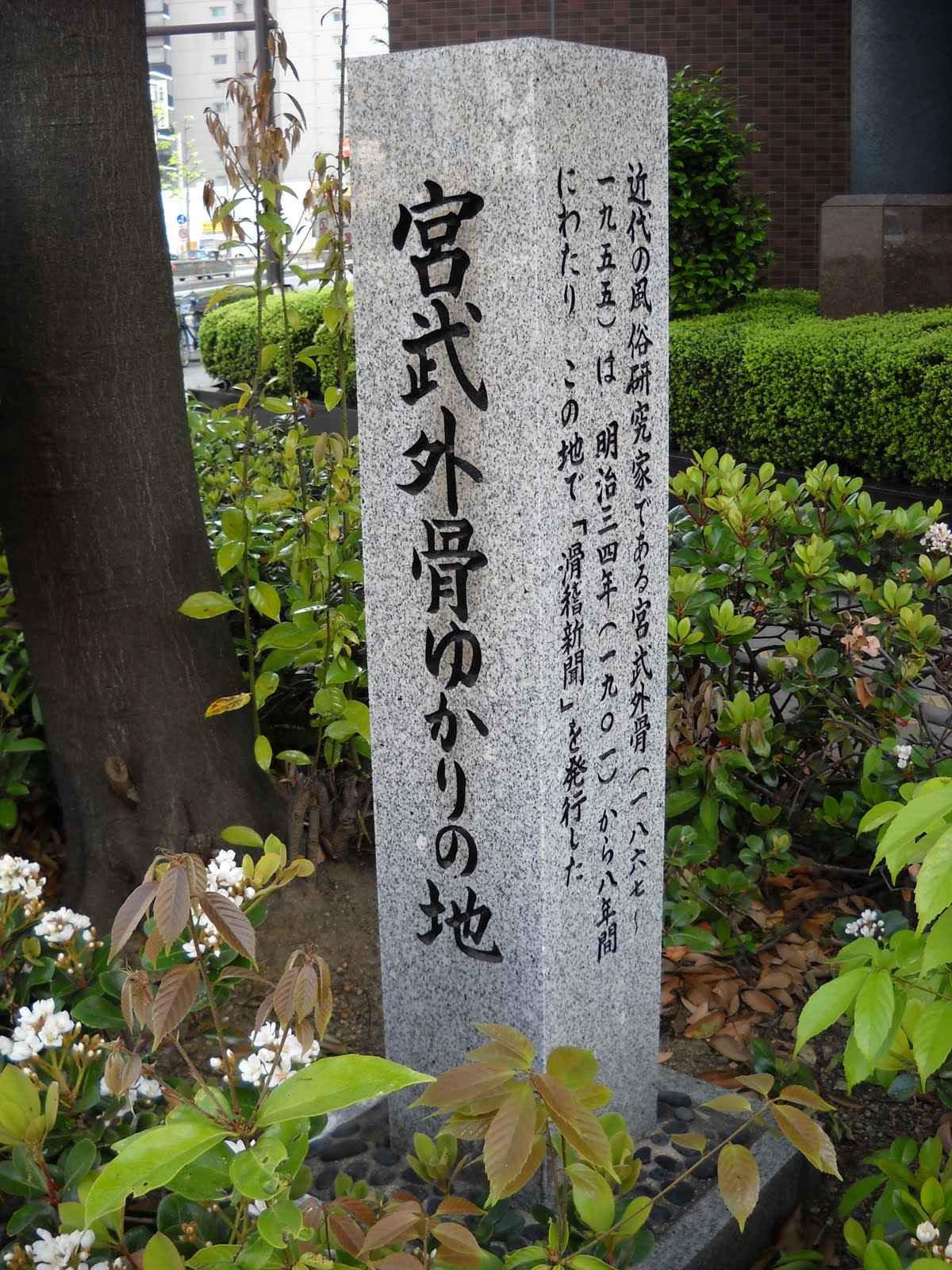
宮武外骨ゆかりの地碑
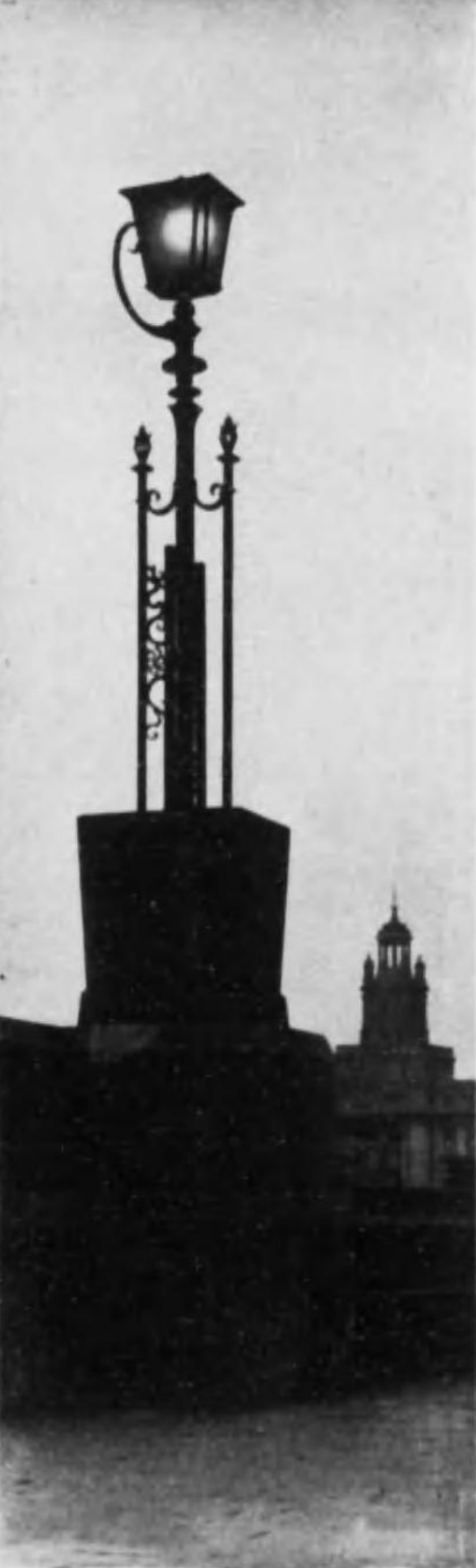
西国橋ガス灯と三代目大阪市庁舎
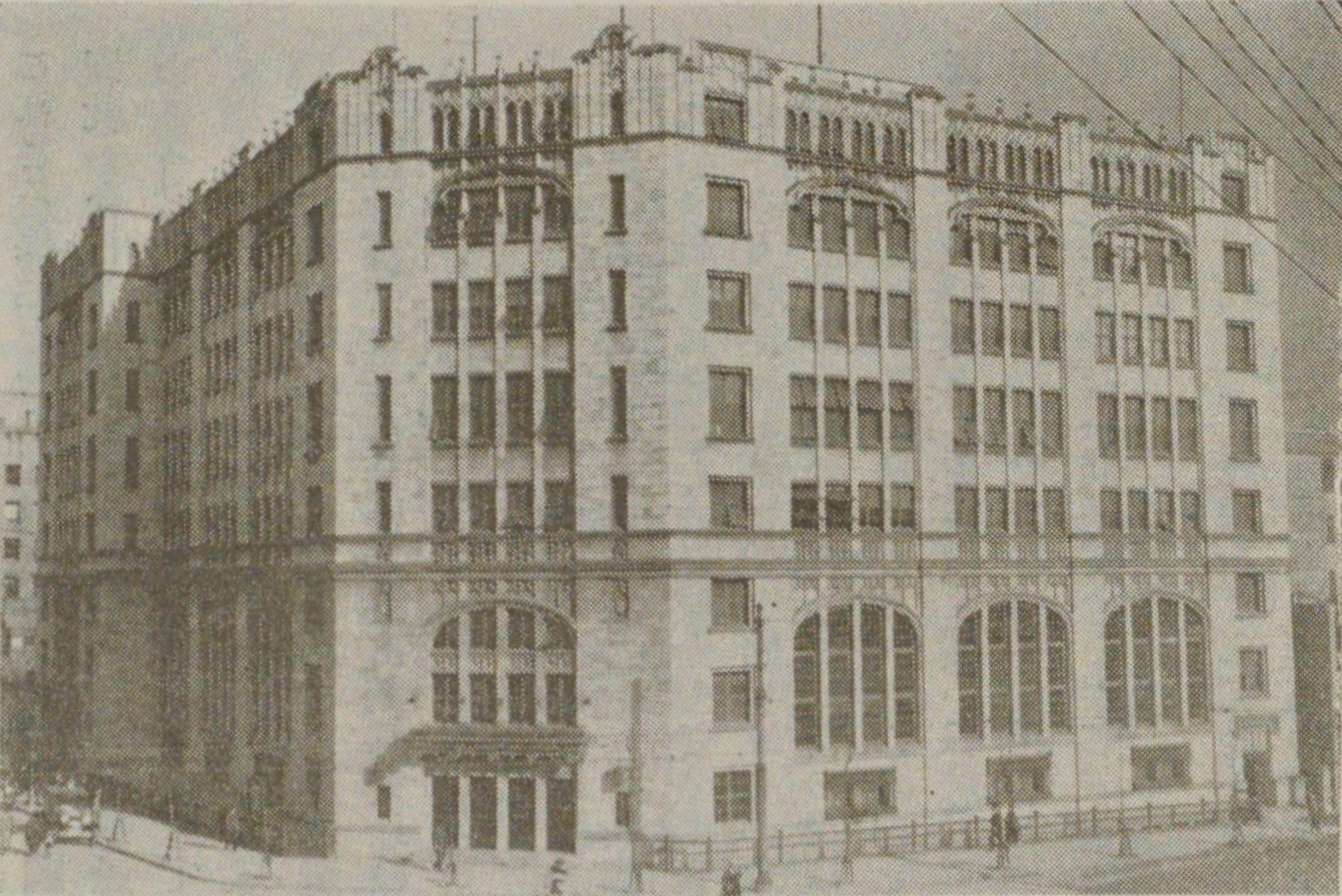
大同生命旧本社ビル
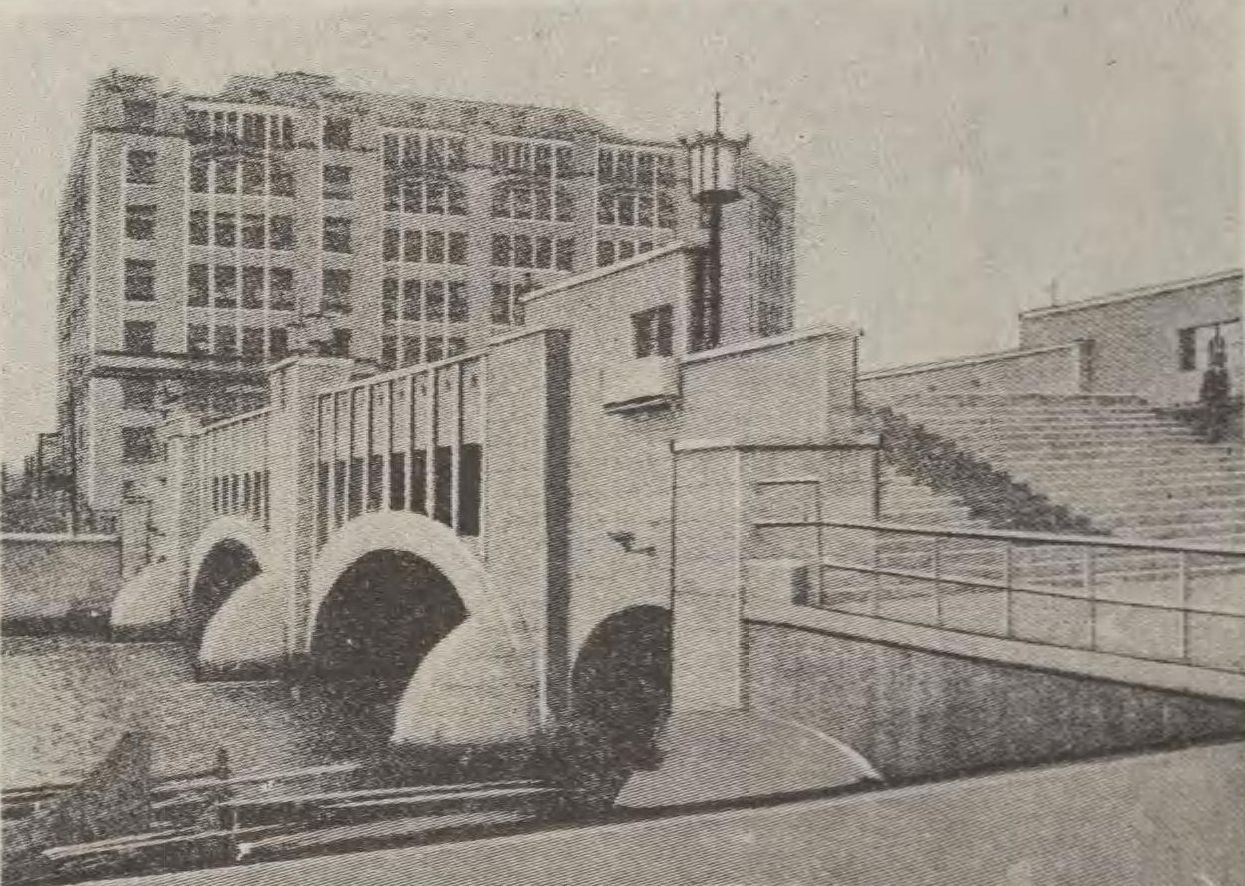
土佐堀川ダム （錦橋）
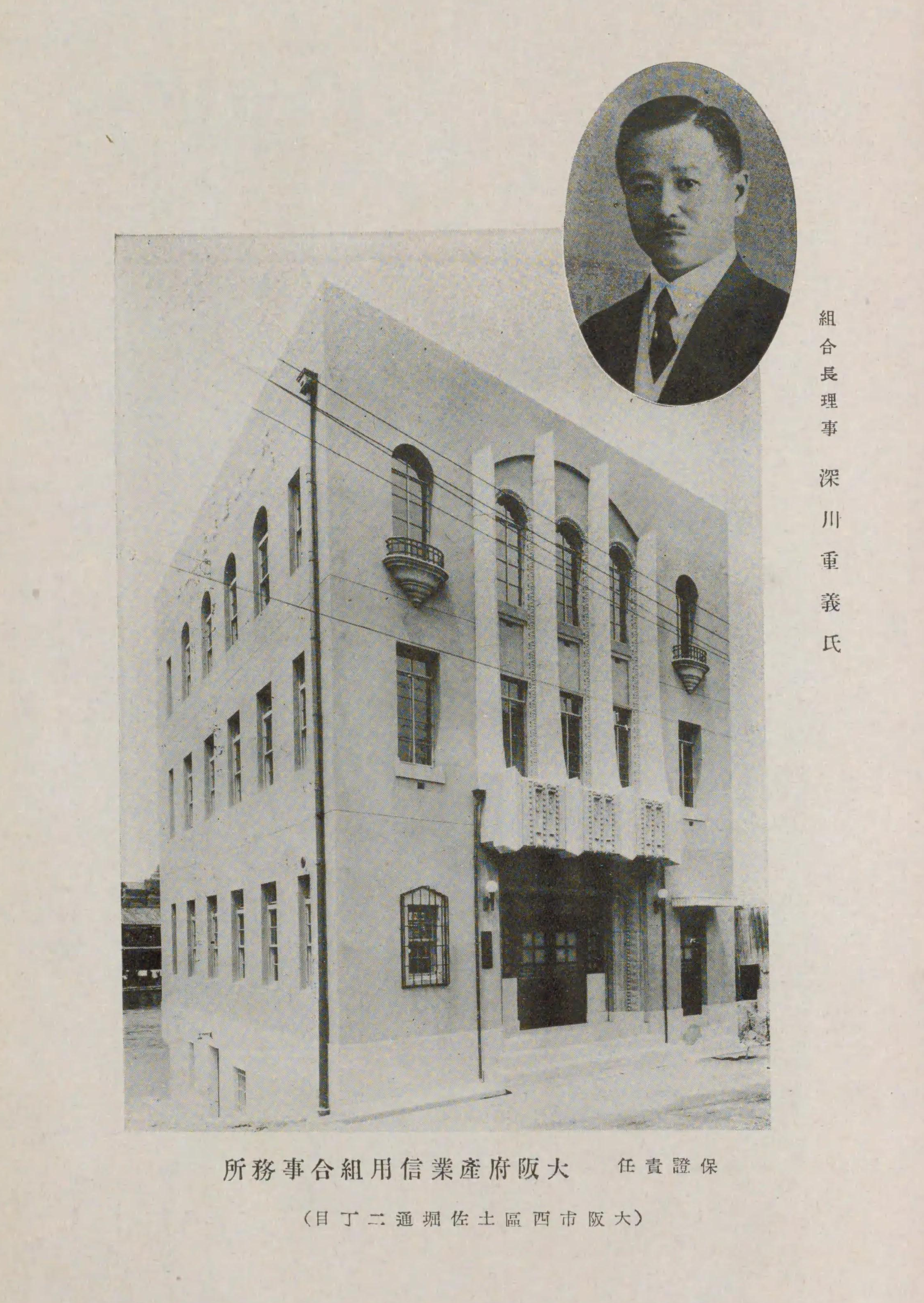
大阪府産業信用組合事務所
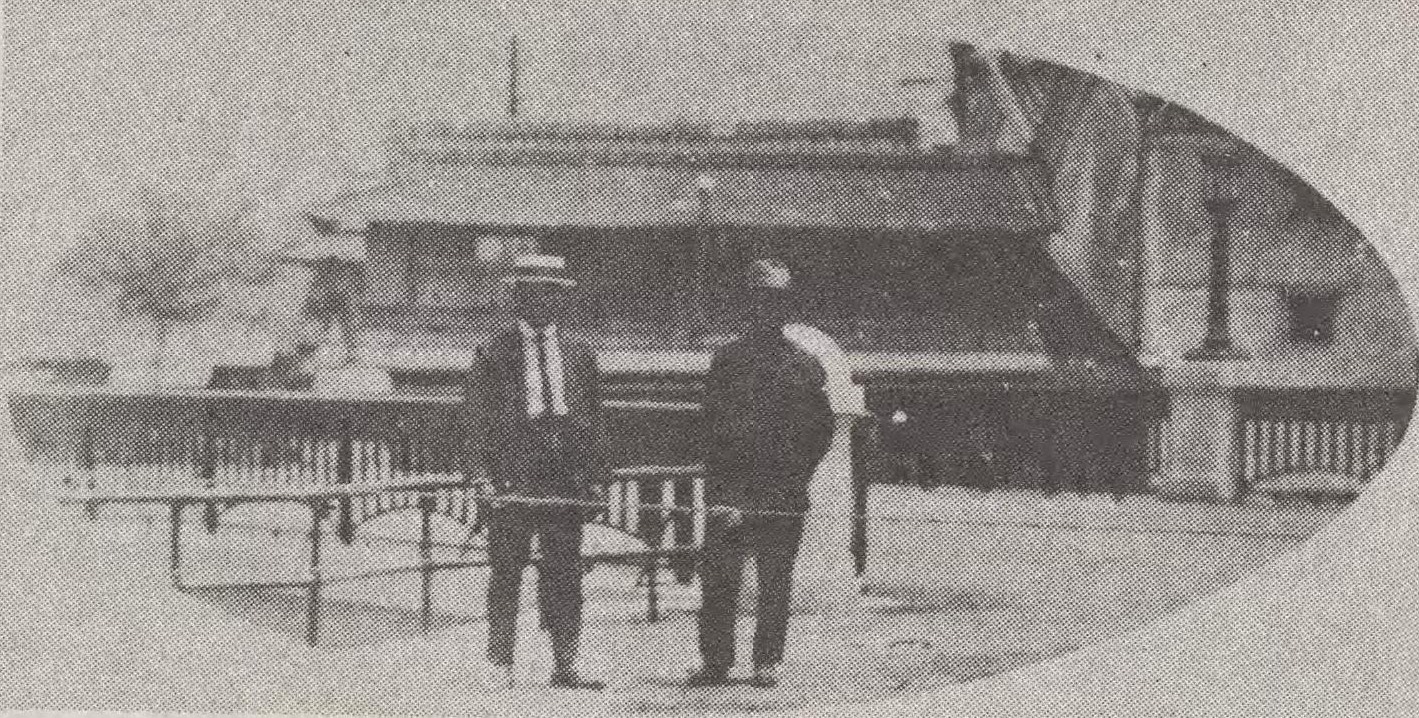
筋違橋
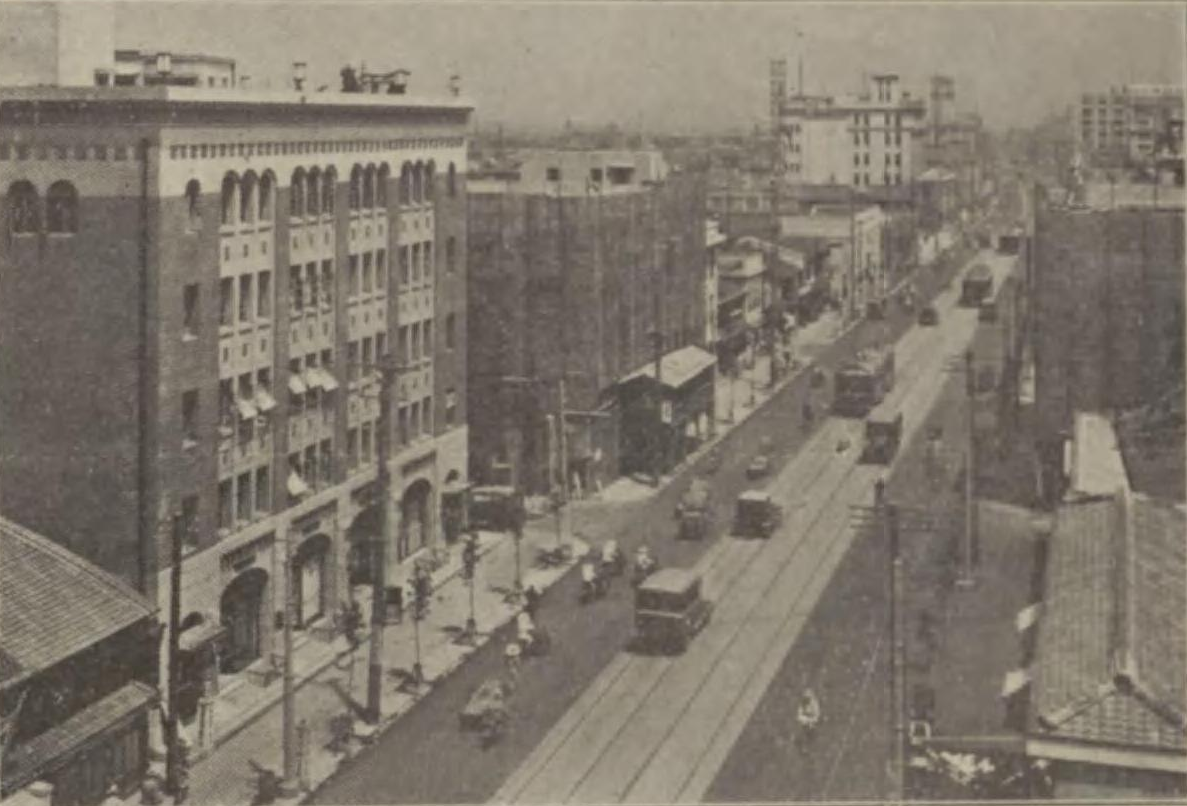
京町ビル
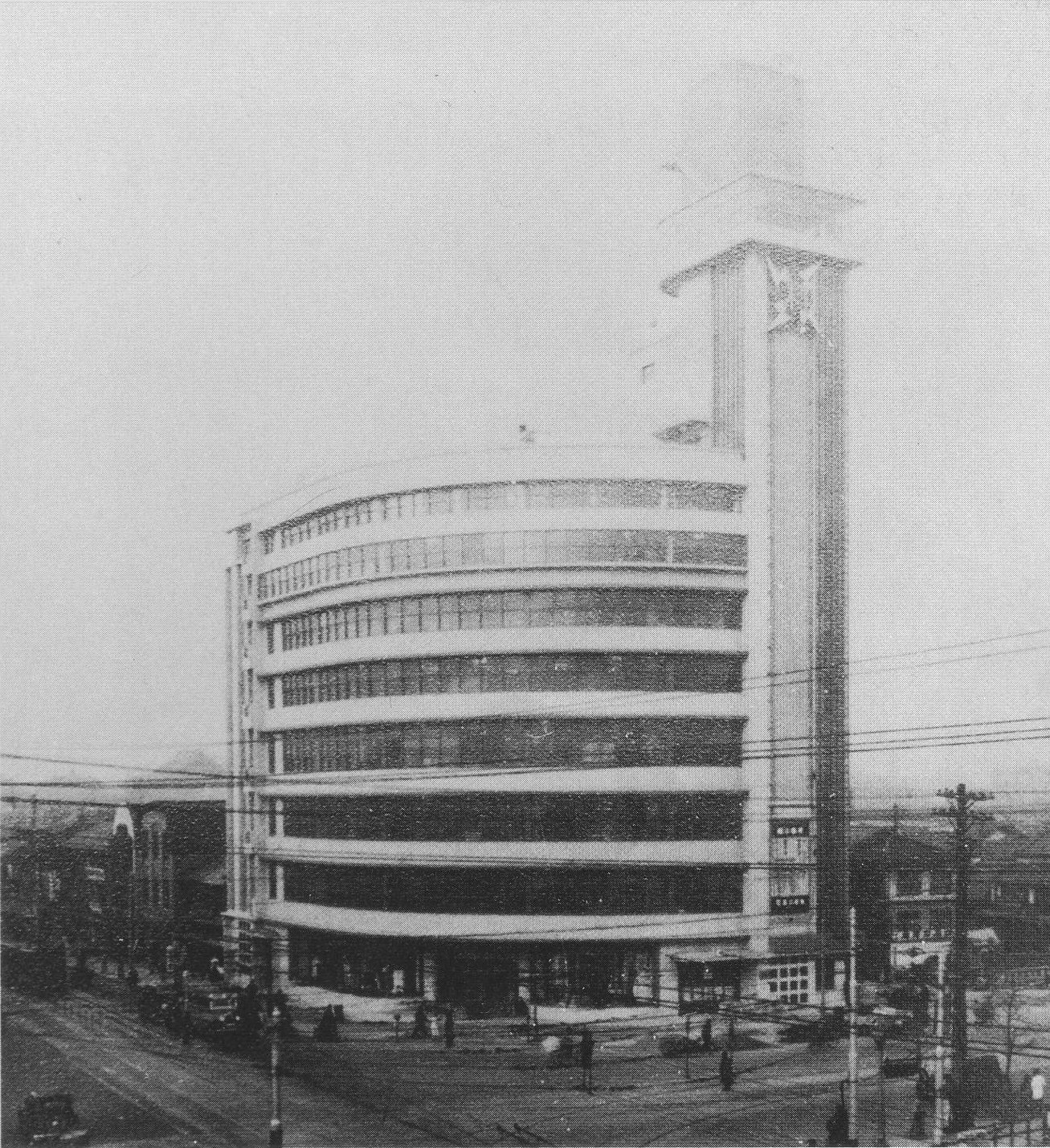
大阪市立電気科学館